# Leopoldstadt
Die Leopoldstadt ist seit 1850 der 2. Wiener Gemeindebezirk. Benannt ist sie nach Kaiser Leopold I. In der Leopoldstadt befindet sich der Prater mit dem Wiener Riesenrad, das als ein Wahrzeichen der Stadt gilt.

## Geografie

### Lage
Der 2. Bezirk liegt zwischen Donau und Donaukanal und grenzt mit letzterem an den 1. Bezirk. Das Ufergebiet des Donaukanals oberhalb der Ulrichgasse gehört zur Außenzone der Welterbestätte Historisches Zentrum von Wien. An die Leopoldstadt grenzen außerdem die Bezirke 3, 9, 11 und 20 sowie jenseits der Donau der 22. Bezirk. Den größten Teil des 2. Bezirkes nimmt der Prater ein. Die durch Donau und Donaukanal gebildete Insel trägt offiziell keinen Namen, im 19. Jahrhundert war gelegentlich von der Leopoldstädter Insel die Rede.

### Gewässer
Neben der Donau und dem Donaukanal sind die wichtigsten Gewässer in der Leopoldstadt die Donaualtarme Oberes Heustadelwasser, Unteres Heustadelwasser, Rosenwasser, Krebsenwasser, Mauthnerwasser und das Lusthauswasser beim Lusthaus.

### Bezirksteile
Ursprünglicher Bezirksumfang
Der Bezirk Leopoldstadt wurde 1850 aus den Vorstädten Leopoldstadt, Jägerzeile, Brigittenau, Zwischenbrücken  und Kaisermühlen zusammengesetzt und umfasste ursprünglich die gesamte von Donau und Donaukanal gebildete Insel. Die östliche Bezirks- und bis 1904 Stadtgrenze verlief etwa in der Mittellinie des damaligen Hauptstroms der Donau, der späteren Alten Donau. Der Bezirk reichte vom Brigittaspitz (oder Brigittenauer Sporn), der Abzweigung des Donaukanals vom Donaustrom, bis zum Praterspitz, an dem der Donaukanal in die Donau mündet.
Die 1875 fertiggestellte Donauregulierung änderte an den Bezirksgrenzen vorerst nichts; der Bruckhaufen und Kaisermühlen befanden sich nun allerdings nicht mehr auf der Insel, sondern am linken Ufer des neuen Hauptstroms. Auch die 1905 erfolgte Schaffung des 21. Bezirks durch Eingemeindungen östlich des 2. Bezirks tangierte die Bezirksgrenzen vorerst nicht.
Mit 2.990 Häusern (= 9,5 %) von insgesamt 32.524 Häusern in allen 19 Bezirken war die Leopoldstadt 1899 der Bezirk mit den meisten Häusern, gefolgt von Hietzing in seinem damaligen Gebietsumfang mit 2.882 Häusern. Ebenso war der 2. Bezirk der einwohnerreichste.
Ausgliederungen aus dem 2. Bezirk
Das Bezirksgebiet wurde ab 1900 verkleinert:
- 1900 wurden die Brigittenau und der nördliche Teil von Zwischenbrücken auf Wunsch der dortigen Politiker vom 2. Bezirk abgetrennt und als 20. Bezirk konstituiert. Am Donaustrom verlief seine Grenze im Unterschied zur heutigen Situation am rechten Ufer (Handelskai). Der Strom selbst und das Gebiet am linken Ufer blieben vom Brigittaspitz flussabwärts beim 2. Bezirk. Die Leopoldstadt büßte damit ihren Rang als häuserstärkster Bezirk ein, blieb aber mit 141.007 (= 8,5 %) von 1.662.269 Einwohnern Wiens der bei weitem einwohnerstärkste Bezirk. Wie dicht die historische Leopoldstadt bewohnt war, ergibt sich, wenn man die 71.153 Einwohner (= 4,3 %) des neuen 20. Bezirks hinzuzählt: In den beiden Bezirken zusammen wohnte jeder achte Wiener.[5]
- Am 19. Februar 1924 wurde die nach Nordosten verlaufende Grenze zwischen 2. und 20. Bezirk an der Innstraße über die Donau bis zur Alten Donau verlängert. (Auf dieser Linie waren, wie im Wiener Landesgesetz vermerkt ist, Brücken über beide Gewässer geplant.) Der am linken Donauufer nördlich dieser Linie gelegene Bruckhaufen (heute das Gebiet zwischen nördlicher Arbeiterstrandbandstraße, Donauturmstraße und Am Bruckhaufen) gelangte nun zum 21. Bezirk.[6]
- Am 15. Oktober 1938 wurde im Zuge der Schaffung von NS-Groß-Wien auch Kaisermühlen als letzter Bezirksteil der Leopoldstadt am linken Donauufer von dieser abgetrennt und zum 21. Bezirk geschlagen. Dies betraf auch die heutigen Areale von Donaupark, Donau City, UNO-City, Arbeiterstrandband und Strandbad Alte Donau sowie den westlichsten Teil des Gänsehäufels. (1954 gelangte Kaisermühlen zum 22. Bezirk.)

Die Bevölkerung im 20. Bezirk hat seit der Trennung vom 2. zugenommen, die Besiedlungsdichte im 2. Bezirk ist – auch wegen der Vertreibung bzw. Ermordung der jüdischen Leopoldstädter – zurückgegangen. Heute umfasst der 2. Bezirk bei 4,6 % der Fläche Wiens 5,6 % seiner Bevölkerung.
Grätzl (Stadtviertel)
Im volkstümlichen Verständnis gibt es auch abgrenzbare Viertel mit eigenem Charakter, sogenannte Grätzl, etwa Karmeliterviertel, Stuwerviertel, Nordbahnviertel, Alliiertenviertel und Pratercottage. Im Uhrzeigersinn aufgezählt, grenzen folgende Viertel des 2. Bezirkes mehr oder weniger direkt an den Augarten: Volkertviertel, Afrikanerviertel, Karmeliterviertel und Rembrandtviertel.
Weiters gehören der Prater (der Wurstelprater genannte Vergnügungspark und das Landschaftsschutzgebiet), das angrenzende Messezentrum Wien und der Freudenauer Hafen (Winterhafen) im südöstlichsten Teil der Insel ebenfalls zum 2. Bezirk.
Als Nordbahnviertel wurde seit vielen Jahrzehnten, wie das Wien-Geschichte-Wiki festhält, das Viertel zwischen Nordbahnstraße und Heinestraße bezeichnet, nach heutigem Verständnis entspricht das dem Alliiertenviertel und dem Volkertviertel. Seit etwa 2010 ist Nordbahnviertel die Bezeichnung für ein entstehendes Wohnviertel mit Bürobauten auf dem weitläufigen Gelände des abgesiedelten Nordbahnhofs; der Rudolf-Bednar-Park und die angrenzenden Wohnbauten sind bereits fertiggestellt, die Bruno-Marek-Allee mit dem Rothschildplatz noch in Bau.
Das von Praterstraße, Taborstraße und Heinestraße begrenzte Viertel scheint seit den 2000er Jahren als Afrikanerviertel auf. Im Grätzl bestehen die Große Mohrengasse, die Kleine Mohrengasse und die Afrikanergasse. Die nichtamtliche Benennung bezieht sich auf die angeführten historischen Gassennamen, nicht auf die dieses Viertel heute Bewohnenden.
Statistische Zählsprengel
Eine statistische Gliederung des Bezirksgebiets besteht in den Zählbezirken, in denen die Zählsprengel des Gemeindebezirks zusammengefasst sind. Die neun Zählbezirke in der Leopoldstadt sind Nordbahnhof, Am Tabor, Augartenviertel, Taborstraße, Praterstraße, Oberer Prater, Ausstellungsstraße, Unterer Prater und Praterlände.

## Wappen

Wappen der Leopoldstadt

Das Bezirkswappen der Leopoldstadt setzt sich seit dem Ausscheiden der Brigittenau aus dem 2. Bezirk im Jahr 1900 aus drei Teilen zusammen, die die ehemaligen selbstständigen Gemeinden symbolisieren, aus denen der Bezirk besteht:
- Der heilige Leopold im linken oberen (heraldisch: rechten oberen) Teil symbolisiert die historische Leopoldstadt, den früheren Unteren Werd, die Gegend zwischen Augarten, Taborstraße, Praterstraße und Donaukanal. Er ist in einen blauen Rock und einen roten, hermelinbesetzten Mantel gekleidet, auf dem Kopf trägt er den österreichischen Herzogshut. In den Händen hält er das Banner des Erzherzogtums Österreich unter der Enns und ein Kirchenmodell, das die Patronanz über die Leopoldstädter Pfarrkirche symbolisiert.

- Der rechte obere (heraldisch: linke obere) Wappenteil steht für den Bezirksteil Jägerzeile, die Gegend östlich der heutigen Praterstraße und des Pratersterns. Er zeigt den silbernen Hubertushirschen auf einer grünen Wiese. Der Hirsch trägt ein zwölfendiges, goldenes Geweih, in dessen Mitte ein goldenes Kreuz herausragt. Als Symbol der Jagd steht der Hirsch für die frühere Bedeutung des Praters und der Donauauen als Jagdgebiet.

- Der untere Wappenteil steht für den Bezirksteil Zwischenbrücken. Er zeigt eine rote Zunge auf silbernem Hintergrund, umgeben von einem goldenen Heiligenschein, der mit fünf fünfstrahligen goldenen Sternen besetzt ist. Das Wappen symbolisiert den heiligen Johannes Nepomuk, den Schutzpatron der Brücken, und steht für das ursprünglich zwischen mehreren Donauarmen und ihren Brücken gelegene Gebiet, das sich seit der Donauregulierung 1870–1875 nordöstlich des Nordbahnhofs (heute: Bahnhof Wien Praterstern) etwa zwischen Reichsbrücke und Nordbahnbrücke erstreckt (und seit 1900 zum Teil zum 20. Bezirk gehört).

## Geschichte

### Der Untere Werd

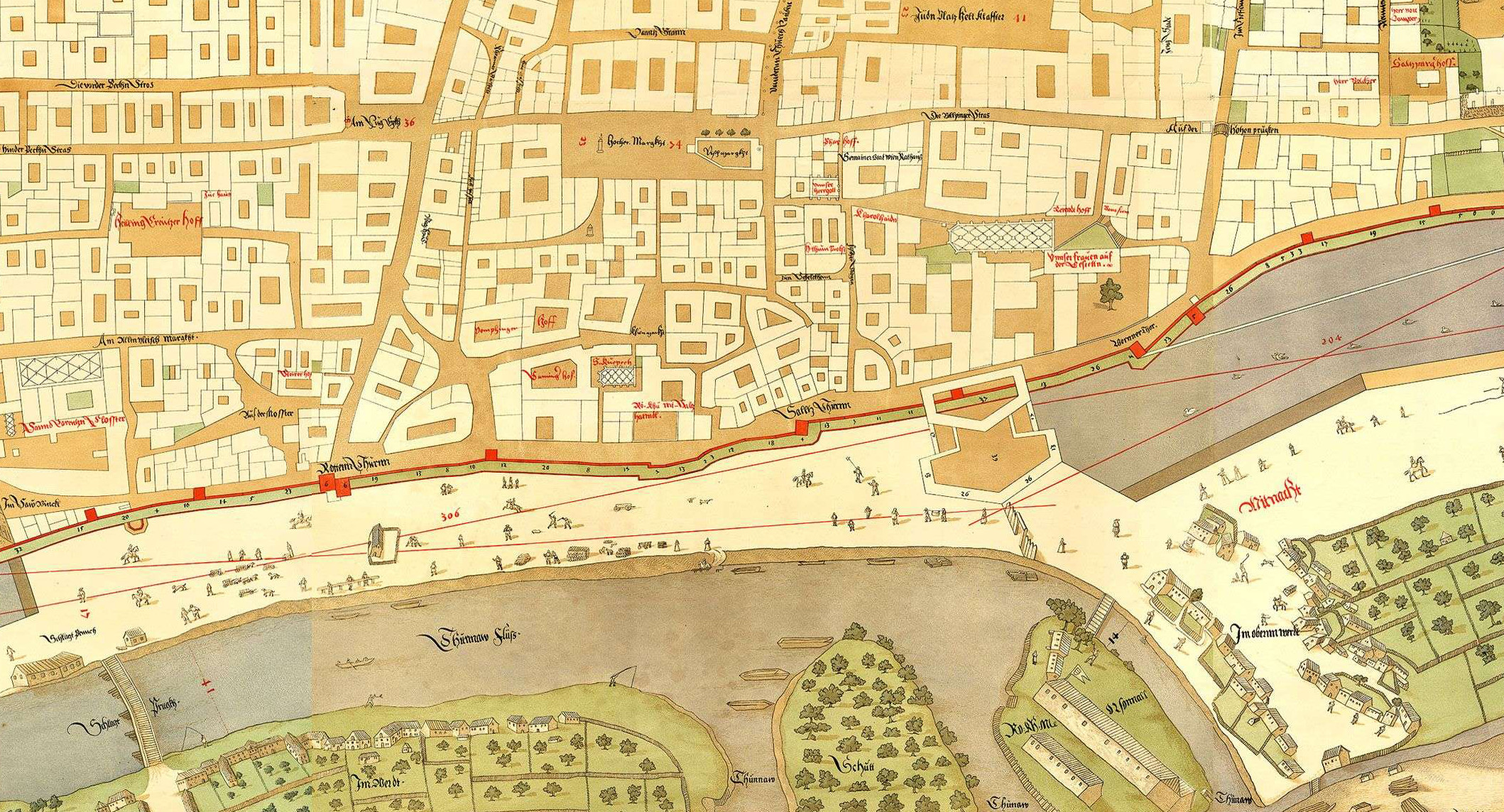
Der Werd um 1547 (unterer Bildrand). Karte von Bonifaz Wolmuet, Südwest ist oben

Die Anfänge der Besiedlung sind auf die Zeit um 1300 zu datieren. Aus dem Jahr 1368 stammt die Erwähnung einer Brücke zum Unteren Werd (werd, mittelhochdeutsch für Insel) beim Rotenturmtor der Stadt (bis 1782 die einzige!). Im 15. Jahrhundert erwarb die Stadt Wien hier Grundbesitz und Höfe. Die Siedlung entstand in Auengebiet, das zuvor hauptsächlich als Weideland diente: für den Viehbestand der Bewohner Wiens ebenso wie für aus Ungarn importierte oder im Transit befindliche Rinder (um 1500 wurden pro Jahr 50.000 nach Österreich getrieben, von denen ein Teil nach Süddeutschland weitergetrieben wurde) und Pferde; die Stadt nahm dafür Weidegeld ein. Das geerntete Heu wurde an Zugtiere verfüttert, weiters bezog man aus dem Unteren Werd Bau- und Brennholz für die Stadt.
Bis 1450 war das Areal zwischen Hollandstraße, Taborstraße (die damals noch lang Kremser Straße genannt wurde) und Praterstraße verbaut; noch immer war der größte Teil des Unteren Werds Auwald, von vielen Donauarmen durchzogen, deren Lauf sich durch Hochwässer stark verändern konnte. 1439 wurde beim heutigen Gaußplatz die erste mehrteilige Jochbrücke über die Donau und ihre Seitenarme errichtet.
1529 wurden die Brücken im Zuge der Ersten Wiener Türkenbelagerung zerstört, der Untere Werd wurde von der osmanischen Armee besetzt. Im Bereich der heutigen Rotensterngasse und Großen Sperlgasse siedelten sich Bürger an, die durch die nachfolgende Erneuerung der Stadtmauer ihre Häuser verloren hatten. 1530 und 1536 wurden Brauhäuser errichtet (das Brauhaus an der heutigen Malzgasse bestand bis 1846).
Ab 1569 erlaubte Kaiser Maximilian II. seinen Holzarbeitern und Jagdaufsehern, sich im Unteren Werd anzusiedeln, vorerst in der Venediger Au, dann rechts am Fahrweg von der Stadt zum Prater. Daraus entwickelte sich die Vorstadt Jägerzeile südlich der heutigen Praterstraße (im Abschnitt Czerningasse–Praterstern).
1614 gründeten die nach Wien berufenen Barmherzigen Brüder ihr Kloster mit angeschlossenem Ordensspital, das bis heute besteht. 1621 siedelten sich die Karmeliter an. Kurz zuvor, 1614, hatte Kaiser Mathias den Hospitalorden der Barmherzigen Brüder des Hl. Johannes von Gott nach Wien berufen. 1622 wurde der Bau von Kirche und Spital begonnen und durch einen Stiftungsbrief Kaiser Ferdinands II. 1624 bestärkt. Das Hospital an der unteren Taborstraße, die damals eine wichtige Fernverbindung nach Norden war, besteht bis heute; es ist das älteste Krankenhaus der Stadt. Auch die unweit davon gelegene Karmeliterkirche war eine kaiserliche Stiftung (Ferdinand II., 1623) und ebenfalls Teil der gegenreformatorischen Klostergründungs-Offensive der Habsburger. Die beiden Kirchen setzen markante bauliche Akzente an diesem Abschnitt der Straße.

### „Mazzesinsel“ und erste Leopoldstadt
1624 verbannte Kaiser Ferdinand II. die jüdischen Wiener aus der Stadt und wies ihnen den Unteren Werd als Wohngebiet zu. Dies wurde 1626 in einem Vertrag der Judengemeinde mit dem Bürgerspital verankert, in dem das Areal „Auf der baumlosen Haide“ wie folgt definiert wurde (heutige Namen): Kleine Pfarrgasse–Große Schiffgasse–Krummbaumgasse–Karmelitergasse–Taborstraße. Einige der Häuser aus jener Zeit bestehen bis heute, z. B. das Pabsthaus (Haidgasse 6, benannt nach einer langjährigen Eigentümerfamilie) sowie die beiden Nachbarhäuser in der Großen Sperlgasse, das Haus Zum Sieg (Haidgasse 8, benannt nach dem Sieg Erzherzog Karls in der Schlacht von Aspern) und das Haus Zum goldenen Hasel in der Großen Pfarrgasse 19, das vor das Jahr der Portalinschrift (1736) zurückreicht.
1669/70 wurden die Juden von Leopold I. auf Drängen seiner spanischen Gattin und des Wiener Magistrats auch hier vertrieben, wobei viele von ihnen im Gebiet des heutigen Burgenlandes Aufnahme fanden, wo unter dem Schutz der ungarischen Magnatenfamilie Esterházy die Siebengemeinden entstanden. 1670 legte der Kaiser den Grundstein für eine 1671 dem Heiligen Leopold geweihte Kirche, nachdem an der Stelle die erst ein paar Jahre vorher errichtete Synagoge von den Wienern niedergebrannt wurde. Seit dieser Zeit wird der Untere Werd nach dem Kaiser Leopoldstadt genannt, ein Name, der 1850 von diesem relativ kleinen Gebiet auf den ganzen Bezirk überging. 1679 herrschte eine verheerende Pestepidemie. 1683 wurde die Leopoldstadt bei der Zweiten Wiener Türkenbelagerung von den Belagerern verwüstet und in den folgenden Jahren wieder aufgebaut. 1722 bis 1724 wurde die Leopoldskirche nach Plänen von Anton Ospel neu errichtet.

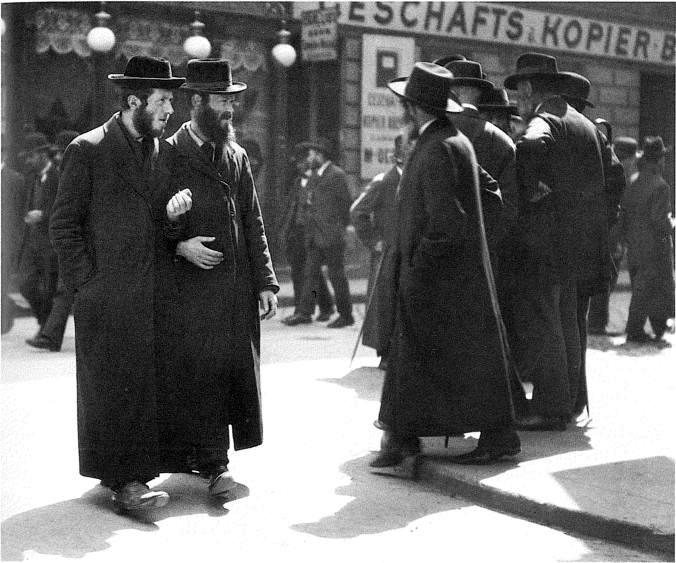
Orthodoxe Juden am Karmeliterplatz, 1915

Allen Repressionen bis zur NS-Zeit zum Trotz kehrten Juden immer wieder in diesen für Handel und Gewerbe lagegünstigen und Bildungseinrichtungen nahen Stadtbereich zurück. So leitet sich der Spitzname Mazzesinsel des Viertels von den zahlreichen Matze-Bäckern, die zur Zeit der jüdischen Feste das ungesäuerte Brot herstellten, ab. Bis zum Holocaust machte die jüdische Bevölkerung einen beträchtlichen Teil der Einwohner des 2. Bezirks aus. Die Grenzziehung durch das Karmeliterkloster ist heute noch anhand eines kurzen historischen Mauerteils zwischen der Karmelitergasse und der Tandelmarktgasse sichtbar (jeweils sichtbar in den Innenhöfen von Tandelmarktgasse 8 und Karmelitergasse 24). Auch heute wohnen jüdische Wiener wieder in diesem Stadtteil.

### Prater und Augarten
Im Dreißigjährigen Krieg belagerten 1645 Schweden die Stadt. Nach ihrem Abzug wurde eine Kapelle errichtet, der Heiligen Brigitta von Schweden gewidmet. Davon leitet sich der Name Brigittenau für die bis dahin Schottenau genannte Gegend ab. (Der nördliche Teil des 2. Bezirks wurde 1900 mit dem Namen Brigittenau eigener Bezirk.)
1537 ließ der römisch-deutsche König und spätere Kaiser Ferdinand I. die Prater-Hauptallee  errichten, die seit 1867 nicht mehr durch das Heustadelwasser unterbrochen wird. 1560 wurde der Prater als kaiserliches Jagdgebiet eingefriedet, das Betreten durch Unbefugte verboten. Im Augarten ließ Leopold I. 1704 ein Schloss errichten, Karl VI. ließ die Parkanlage ab 1712 von Jean Trehet im bis heute erhaltenen Barockstil gestalten.
Kaiser Joseph II. machte 1766 als Mitregent Maria Theresias in der Habsburgermonarchie den Prater, ein sehr großes Gebiet, der Allgemeinheit zugänglich; der „Wurstelprater“ (ab 1786 amtlich Volksprater) entstand. 1775 machte der Kaiser den Augarten, in dessen Josefsstöckel (einem einfachen, ebenerdigen Bauwerk) er gern den Sommer verbrachte und von wo aus Papst Pius VI. 1782 die Wiener segnete, ebenfalls zugänglich: Allen Menschen gewidmeter Erlustigungs-Ort, von ihrem Schaetzer. (Widmung über dem Haupttor). Vom Augarten verläuft eine schnurgerade Allee etwa 6 km lang bis zum Lusthaus (1783 von Isidore Canevale neu gebaut) in den Praterauen (bis 1867 zweimal durch das Heustadlwasser, einen Donauarm, unterbrochen; heute der Straßenzug Klanggasse, Heinestraße, Praterstern und Hauptallee); seit 1963 besteht in der Hauptallee allgemeines Fahrverbot. 1782 konzertierte Mozart im Augarten. Der gleichnamige Sohn von Anton Grassalkovics, dem ungarischen „Finanzminister“ Maria Theresias, richtete als Fürst ab 1789 gegenüber dem Haupteingang zum Augarten (und damit Kaiser Josephs II. Sommerresidenz) seinen Wiener Wohnsitz ein. 1803 konzertierte Beethoven im Augarten.
1721–1723 wurde auf einem Areal zwischen Oberer Donaustraße 17 und Oberer Augartenstraße die älteste Kaserne Wiens, die Leopoldstädter Reiterkaserne oder Kavalleriekaserne, errichtet, weil den Einwohnern die pflichtmäßige Einquartierung von Soldaten in Privatwohnungen zu mühsam geworden war. Sie wurde 1863–1865 demoliert. Später befand sich auf diesem Areal die Hammerbrot-Fabrik.
1744, 1787, 1830 und 1862 litt die Leopoldstadt unter sehr großen Hochwässern bzw. Überschwemmungen. Das Hochwasser 1830 wurde von Franz Grillparzer in seiner Novelle „Der arme Spielmann“ verarbeitet. (Eine Markierung des Wasserstandes von 1830 befindet sich an der Innenseite des Augarten-Haupttors, Obere Augartenstraße 1.)
1781 wurde in der Jägerzeile (heute Praterstraße 31) das Leopoldstädter Theater eröffnet, an dem unter anderen Nestroy und Raimund (1824 Premiere „Der Barometermacher auf der Zauberinsel“) wirkten. 1838 wurde es an den Theaterdirektor Carl Carl verkauft und als Carltheater weitergeführt, seit 1847 in einem neuen Gebäude.

### Die Leopoldstadt wird großstädtisch

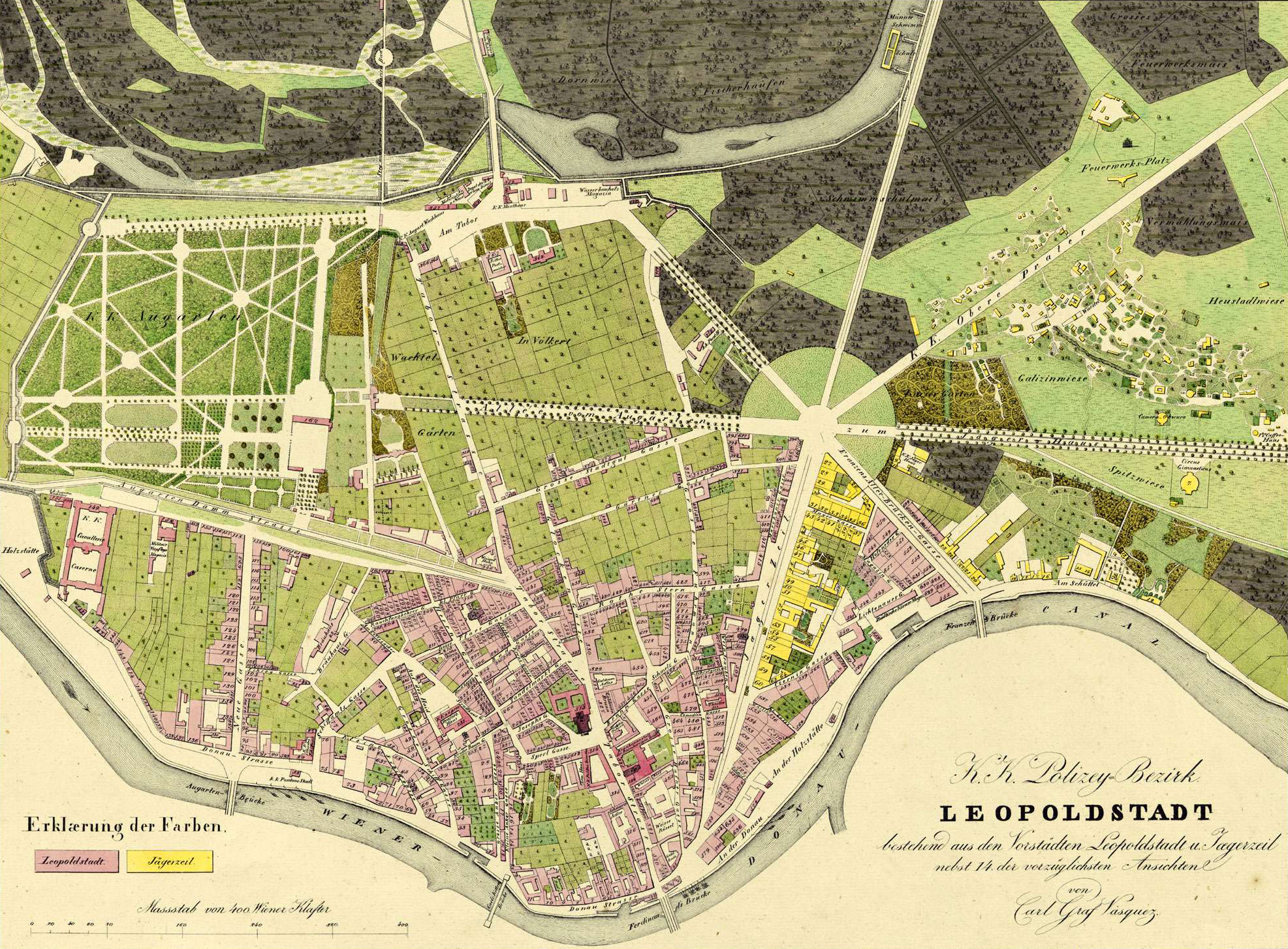
Karte der Leopoldstadt um 1830 von Carl Graf Vasquez

1807 wurde das Vergnügungsetablissement Sperl (heute: Kleine Sperlgasse) eröffnet, wo Josef Lanner und Johann Strauss (Vater) (der Vater des „Walzerkönigs“ gab hier in seinem Todesjahr 1849 sein letztes öffentliches Konzert) oft auftraten. Das vorerst bei der gehobenen Gesellschaft, später im Volk ungemein beliebte Lokal musste erst 1873 endgültig schließen und wurde demoliert. (In diesem Jahr maturierte Sigmund Freud am heute nach ihm benannten Gymnasium, damals in der Taborstraße, das 1877 sein neues Gebäude auf dem früheren Sperl-Areal bezog.)
1809 lagerten französische Armeeeinheiten im Prater; Napoleon I. hielt sich über fünf Monate in Wien auf. 1814 wurden an der „Prager Reichsstraße“ (heute Alliiertenstraße / Am Tabor), die hier auf mehreren Brücken die Donau querte, von Kaiser Franz I. die beiden mit Österreich verbündeten Monarchen Zar Alexander I. und König Friedrich Wilhelm III. von Preußen empfangen und durch die Praterstraße zum Wiener Kongress in die Stadt geleitet.
1819 wurde im Pfarrhof der Leopoldskirche die Erste österreichische Spar-Casse (heute Erste Bank) gegründet, das erste solche Institut im Kaisertum Österreich.
1839 entstand beim Praterstern der erste Nordbahnhof für die 1837 im ersten Teilstück (Floridsdorf – Deutsch-Wagram) eröffnete Kaiser-Ferdinands-Nordbahn, die erste Dampfeisenbahnlinie der Donaumonarchie; sie verband Wien mit den Industriegebieten in Mähren und Schlesien. Der Bahnhof, bald repräsentativ aus- bzw. neugebaut, war bis 1918 der wichtigste Wiens.

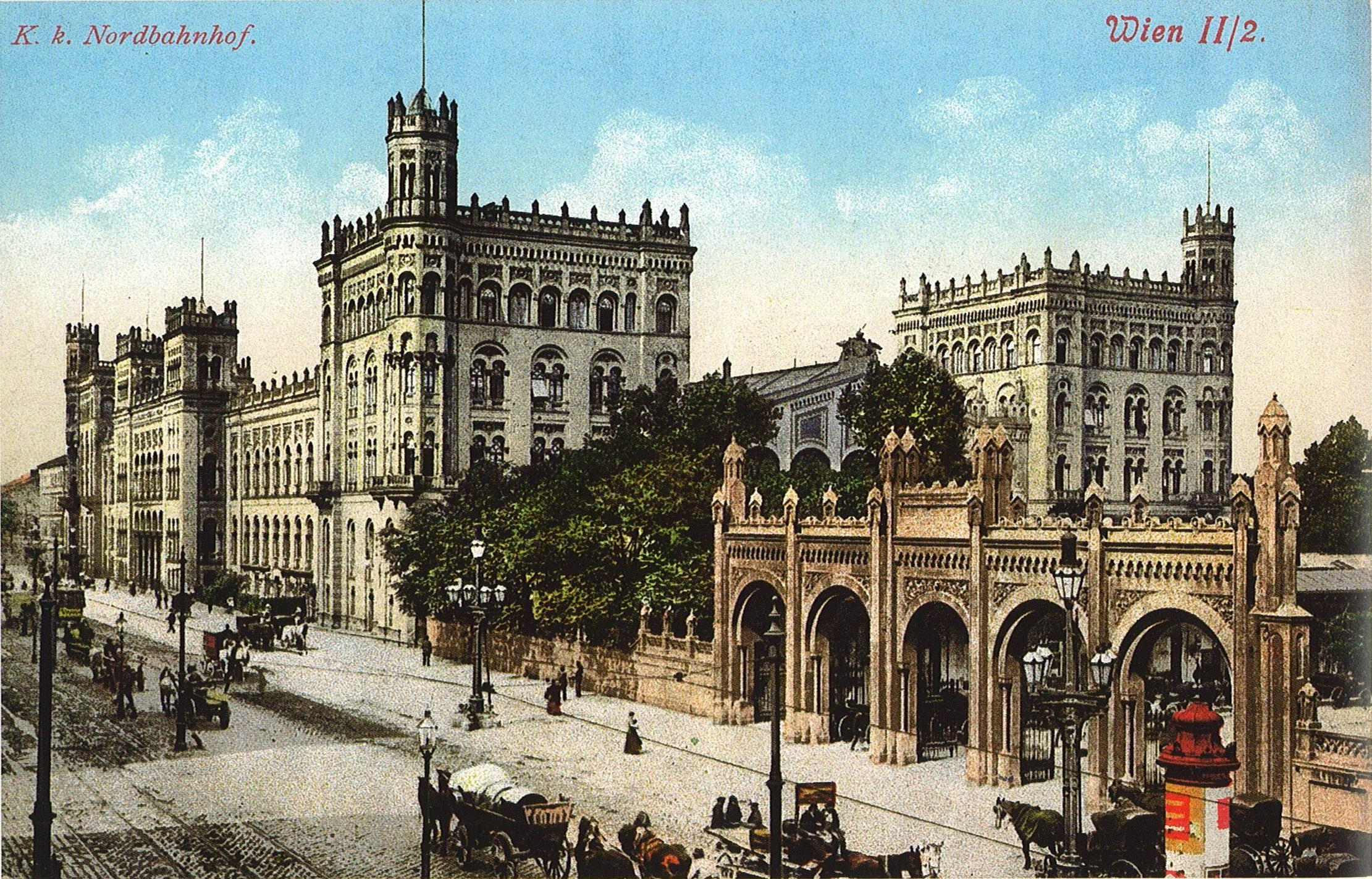
Der zweite Nordbahnhof (Ansicht um 1900) wurde 1865 eröffnet; er war für Zuwanderer das Tor zur Stadt

1841–1846 wurde die Kirche zum Hl. Johannes von Nepomuk in der Praterstraße durch einen Neubau ersetzt. 1845–1848 bestand das „Odeon“ (siehe Theater). Im Revolutionsjahr 1848 fanden in der heutigen Praterstraße blutige Kämpfe zwischen Revolutionären und kaiserlichen Truppen unter Feldmarschall Windischgrätz statt. Der deutsche Abgeordnete Robert Blum wurde von kaiserlichen Soldaten in der Brigittenau standrechtlich erschossen.
1850 wurden Leopoldstadt, Jägerzeile, Prater, Brigittenau, Kaisermühlen und einige andere Ortschaften, somit das gesamte Gebiet zwischen dem damaligen Hauptstrom der Donau und dem Donaukanal, als 2. Bezirk, Leopoldstadt, nach Wien eingemeindet. 1858 wurde die neue Synagoge Tempelgasse eröffnet. Nach der Wiener Donauregulierung 1870–1875 siedelten sich am Donauufer neben dem Stromhafen zahlreiche Industriebetriebe an; der Bezirksteil Kaisermühlen – an dessen äußerem Rand an der Alten Donau um 1900 das Freibad Gänsehäufel entstand – lag nun am anderen Ufer des neuen Hauptstroms. Im Zuge des Uferausbaues wurde auch der Erzherzog-Karl-Platz errichtet, der seit 1956 Mexikoplatz heißt (siehe „Anschluss“). Dort entstand zur Erinnerung an des Kaisers 50-Jahre-Regierungsjubiläum 1848–1898 die riesige, 1913 geweihte Kaiser-Franz-Joseph-Jubiläumskirche, heute Franz-von-Assisi-Kirche genannt.
Das neu gewonnene Bauland am rechten Donauufer diente auch der Errichtung eines neuen Stadtteils. Ein Teil des Feuerwerksmaises (das heutige Stuwerviertel) zwischen Ausstellungsstraße, Lassallestraße und Donau sowie der Bereich zwischen Nordbahnhof und Donau wurden als neuer Stadtteil „Donaustadt“ projektiert und bis zum Beginn des 20. Jahrhunderts fast vollständig verbaut. Da der Name Donaustadt von der Bevölkerung offenbar nicht benutzt wurde und sich stattdessen andere Grätzlnamen bildeten, wurde er 1954 als Name für den neuen 22. Gemeindebezirk gewählt.
In den 1870ern wurde auch das Gebiet zwischen Donaukanal und Augarten verbaut. Auf dem Vasquez-Plan von 1830 scheint nur die Unter Augartenstraße als Neue Gasse auf, das restliche Gebiet bestand größtenteils aus Gärten. Die 1875 angelegte Rembrandtstraße ist axial auf den Turm des Rathauses ausgerichtet, dort wurden gehobene Zinshäuser wie das Ensemble des Rembrandthofes angelegt.
1855 wurde eine Unterrealschule in der Weintraubengasse gegründet, heute Bundesrealgymnasium Vereinsgasse, die 1876 an den endgültigen Standort in der Vereinsgasse übersiedelte. Ihr bekanntester Schüler war Arnold Schönberg. 1864 wurde in der Taborstraße 24 ein Gymnasium eingerichtet. 1865–1872 besuchte Sigmund Freud die Anstalt und maturierte hier 1873 mit Auszeichnung. Die Schule übersiedelte 1877 in die Kleine Sperlgasse. 1889 maturierte Julius Tandler, 1924 Viktor Frankl hier. 1937 waren 78 % der Schüler jüdisch, 1939 keiner mehr. 1946 wurde das Gymnasium in der Vereinsgasse, seit 1967 in der Wohlmutstraße geführt und heißt seit 1989 Sigmund-Freud-Gymnasium.
1867 fand im damaligen Dianabad, nahe der Taborstraße am Donaukanal gelegen, die Uraufführung des Walzers „An der schönen blauen Donau“ von Johann Strauss (Sohn) statt, den Strauss in seiner Wohnung in der Praterstraße komponiert hatte. 1868 fuhr durch Praterstraße und Lasallestraße erstmals die Pferdetramway (1901 durch die „Elektrische“ ersetzt). 1873 nahm in der Kleinen Stadtgutgasse 9 beim Nordbahnhof das „Römische Bad“ seinen Betrieb auf, damals das größte und luxuriöseste Dampf- und Schwimmbad der Welt.
Im gleichen Jahr wurde im Prater mit 53.000 Ausstellern auf 2,3 km² sechs Monate lang die Wiener Weltausstellung abgehalten (ihr zentrales Bauwerk, die Rotunde, brannte 1937 ab, ein Teil des Ausstellungsareals wurde ab 1921 Messegelände); wenige Tage nach ihrer Eröffnung entstand in Österreich ein Börsenkrach (Gründerkrach), der den Erfolg der Ausstellung stark beeinflusste und das Ende des politischen Liberalismus herbeiführte.
1876 wurde die Kronprinz-Rudolf-Brücke, Vorläuferin der heutigen Reichsbrücke, eröffnet; bis 1889 musste eine Brückenmaut entrichtet werden. 1886 wurde auf dem Praterstern das Tegetthoff-Denkmal (Architektur: Karl von Hasenauer, Plastik: Carl Kundmann) zu Ehren des siegreichen Admirals enthüllt. Im gleichen Jahr wurde auch der erste Blumenkorso in der Hauptallee veranstaltet, initiiert von Fürstin Pauline von Metternich.
In den letzten Jahrzehnten des 19. Jahrhunderts entstand zwischen Prater und Donaukanal (Böcklinstraße, Rustenschacherallee und Umgebung) das so genannte Pratercottage, ein Gebiet mit großbürgerlichen Villen und Wohnhäusern. Es wurde im zentrumsferneren Teil von 1909 bis 17. August 1969 von der Straßenbahnlinie 80 (Rotundenbrücke [damals Sophienbrücke]–Lusthaus) erschlossen, die an Renntagen als Linie 181 direkt zur beim Lusthaus gelegenen Galopprennbahn Freudenau verkehrte, wo sich Wartegleise für über 100 Züge befanden. (Die Gleise wichen dem Bau der stadtwärts führenden Richtungsfahrbahn der A4 Ostautobahn.)
In der Zirkusgasse bestand 1854–1957 das Gebäude des Zirkusses Renz. Die später auf dem bis zur Weintraubengasse reichenden Grundstück nahe der Odeongasse gebaute Wohnhausanlage heißt „Renzhof“; auch ein Nachtlokal Ecke Zirkusgasse / Novaragasse verwendete den Namen Renz.
1892 wurde etwa dort, wo sich heute der Park namens Venediger Au befindet, an der Ausstellungsstraße der Großzirkus Busch eröffnet (1920 in ein Kino umgebaut, 1945 zerstört). 1894–1899 baute Otto Wagner die Nussdorfer Wehr- und Schleusenanlage (seit 1900 im 20. Bezirk), 1904–1908 die Kaiserbadschleuse im Donaukanal, deren „Schützenhaus“ (bei der Schiffamtsgasse) erhalten ist. (Ein Schütz ist ein beweglicher Teil einer Wehranlage; im Schützenhaus wurden die Wehrfelder aufbewahrt, wenn das Wehr nicht benötigt wurde.)
1897 wurde beim Praterstern zwischen Ausstellungsstraße und Hauptallee das Wiener Riesenrad eröffnet, bald Wahrzeichen des Praters, der Leopoldstadt und ganz Wiens. Der Wurstelprater erlebte in den zwanzig Jahren vor Beginn des Ersten Weltkrieges seine erfolgreichste Zeit. Die Leopoldstadt war zum bei weitem einwohnerreichsten Bezirk des damaligen (sich fast nur auf das rechte Donauufer erstreckenden) Wien geworden. Der Nordteil der Insel wurde 1900 auf dortigen Wunsch als 20. Bezirk, Brigittenau, abgetrennt.
1890–1966 bestand in der Engerthstraße 199 das Dampfkraftwerk Engerthstraße als zweites mit fossilen Brennstoffen betriebenes städtisches Elektrizitätswerk neben dem Kraftwerk Simmering.
Seit 28. Jänner 1897 verkehrt im 2. Bezirk die erste elektrische Straßenbahnlinie Wiens, seit 1907 und bis heute Linie 5 (Praterstern–Mariahilfer Straße, Wallgasse), die vier der damals sechs Kopfbahnhöfe Wiens verband (Nordbahnhof, Nordwestbahnhof, Franz-Josefs-Bahnhof, Westbahnhof). 1899–1902 wurde im südlichsten Teil der Leopoldstadt der Freudenauer Hafen oder Winterhafen gebaut, heute Wiens wichtigste Hafenanlage.
1913 wurde das neue Dianabad (das zweite dieses Namens) eröffnet. Das luxuriöse Gebäude am Donaukanal kombinierte eine Wellenbad-Schwimmhalle, eine Sportbecken-Schwimmhalle, Dampf- und Wannenbäder mit Hotel, Restaurant, Kaffeehaus und Ladenzeile. Eine weitere Bademöglichkeit war das Römische Bad in der Kleinen Stadtgutgasse. 1873 wurde es eröffnet und nach dem Zweiten Weltkrieg geschlossen.

### 1918–1945

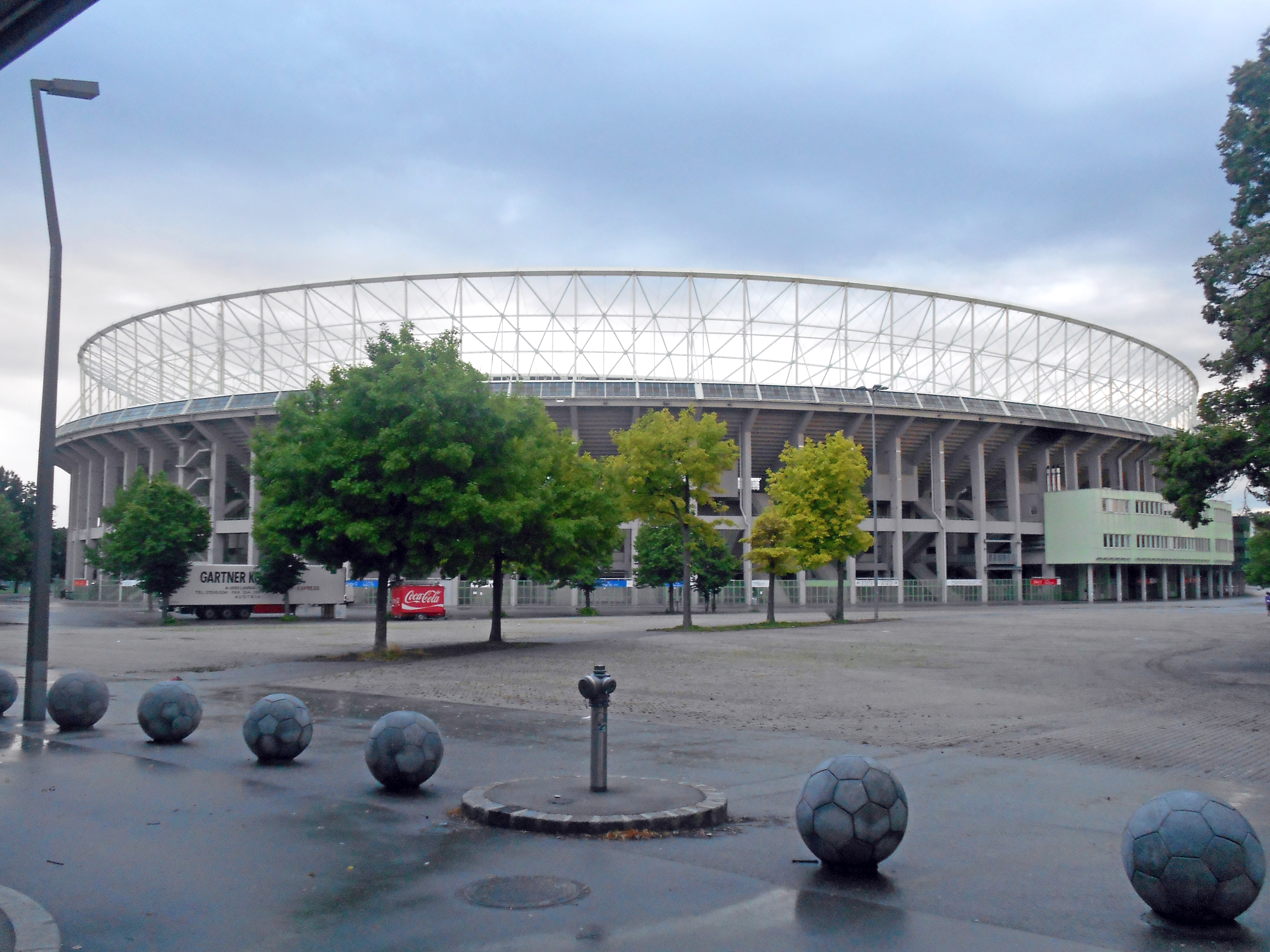
Ernst-Happel-Stadion oder Praterstadion

In der Zeit des Roten Wien musste 1929 das private Carltheater endgültig schließen (es wurde 1944 durch Bomben stark beschädigt und 1951 abgerissen). 1928–1931 wurde das Praterstadion (heute: Ernst-Happel-Stadion) erbaut, das bis zu 92.000 Besucher fasste (heute rd. 50.000) und 1931 Schauplatz einer „Arbeiterolympiade“ wurde. Das damals teilweise zum 2. Bezirk gehörige Strandbad „Gänsehäufel“ wurde großzügig ausgebaut. Im Herbst 1933 hielt der bereits autoritär regierende Bundeskanzler Engelbert Dollfuß auf dem Trabrennplatz Krieau eine als Trabrennplatzrede in die Zeitgeschichte eingegangene Ansprache vor seinen Anhängern, in der er der Demokratie für die Zukunft Österreichs eine eindeutige Absage erteilte. Später wurde das Stadion Schauplatz für Massenkundgebungen des diktatorischen „Ständestaates“.
Im „Bürgerkrieg“ bzw. „Februaraufstand“ 1934 wurde der Goethehof, ein „Gemeindebau“ in Kaisermühlen, vom Volkswehrplatz (heute: Mexikoplatz) aus über die Donau hinweg mit Artillerie beschossen. 1937 brannte die Rotunde nach einem Kurzschluss ab. Im gleichen Jahr wurde die neue Reichsbrücke, die 1976 eingestürzte Kettenbrücke, eröffnet.
Der am 12. März 1938 einsetzende Terror nichtjüdischer gegen jüdische Wiener veränderte die Bevölkerungsstruktur des Bezirks sehr nachteilig und führte zu unwiederbringlichem Kulturverlust. Am 9./10. November 1938 wurden der Große Tempel in der Tempelgasse 3–5, die so genannte Schiffschul (Große Schiffgasse 8), die Synagoge in der Pazmanitengasse (zwischen Heinestraße und Großer Stadtgutgasse) und Bethäuser in der Leopoldsgasse und der Schrottgießergasse in Brand gesteckt, von der Feuerwehr nicht gelöscht und in der Folge abgetragen.
Jüdische Bürger aus anderen Stadtteilen wurden später bis zu ihrer Deportation in überfüllte Wohnungen im 2. Bezirk gepfercht. Der Großteil der insgesamt mehr als 66.000 österreichischen Shoah-Opfer wurde vor der Deportation zu vier NS-Sammellagern befohlen und von dort aus zugweise „in den Osten“ (meist das Synonym für Tod, Ermordung) gebracht, zunächst auf Lastwägen mitten durch die Stadt zum Aspangbahnhof bzw. Nordbahnhof. Diese Sammellager befanden sich in der Kleinen Sperlgasse 2a, Castellezgasse 35 und zwei Lager in der Malzgasse Nr. 7 und Nr. 16.
Noch am 12. April 1945, wenige Stunden vor der Befreiung Wiens, wurden in der Förstergasse bei der Unteren Augartenstraße neun bis dahin überlebt habende Juden ermordet.

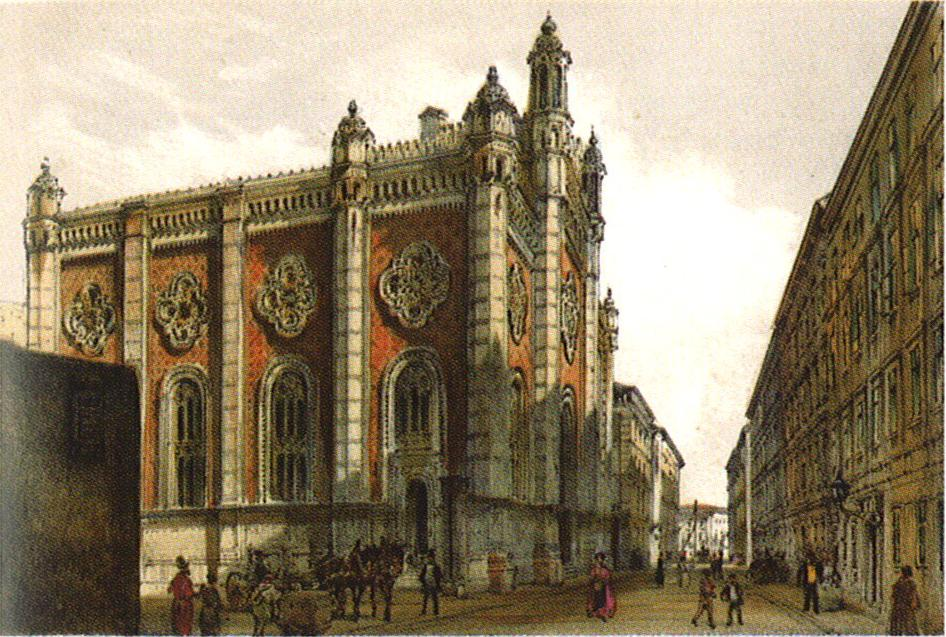
Der Leopoldstädter Tempel (nach Rudolf von Alt) mit 2000 Sitzplätzen wurde ab 1853 von Ludwig Förster errichtet und 1938 zerstört

 An diese dunkle Seite der Wiener Geschichte erinnert seit 2006 der von der Stadt geförderte Weg der Erinnerung durch die Leopoldstadt mit vielen Gedenkplatten.
Im Oktober 1938 wurde der Bezirksteil Kaisermühlen im Zuge der Errichtung von NS-Groß-Wien zum 21. Bezirk Floridsdorf geschlagen. (Heute gehört Kaisermühlen zum 22. Bezirk.) Pläne, Schottenring und Stubenring durch je eine schnurgerade Verlängerung bis zum Handelskai an der Donau zu führen und das dicht bebaute Gebiet des 2. Bezirks zwischen diesen beiden neuen Straßen zu Gunsten eines riesigen Aufmarschplatzes zu demolieren, wurden aus Kriegsgründen nicht realisiert. (Die Verwirklichung dieser Pläne hätte das jüdische Wohnviertel restlos beseitigt.)
1944/45 wurden im Augarten zwei Wiener Flaktürme errichtet; sie bestehen als Mahnmale bis heute.

### Nach dem Zweiten Weltkrieg
Mitte April 1945 vertrieb die Rote Armee die letzten NS-Truppen. Die Reichsbrücke hieß bis zum 18. Juli 1956 Brücke der Roten Armee. Bis zum Staatsvertrag 1955 gehörte der 2. Bezirk zum sowjetischen Sektor Wiens; 1954 wurde der an die Südspitze der Leopoldstadt jenseits des Donaukanals angrenzende Ort Albern – seit 1. Jänner 1956 Teil des 11. Bezirks – mit seinem Donauhafen aus besatzungstechnischen Gründen (sowjetischer Sektor!) zum 2. Bezirk transferiert.
In den Jahren nach dem Zweiten Weltkrieg bildete der 2. Bezirk einen starken Kontrast zur vornehmen Stadt (womit in solchen Zusammenhängen der 1. Bezirk gemeint war und ist). Die Sozialstruktur war überwiegend kleinbürgerlich. Ab den 1960er Jahren kamen immer mehr Zuwanderer nach Wien, die sich im 2. Bezirk ansiedelten; seit den 1970er Jahren, verstärkt seit Mitte der neunziger Jahre, waren es auch jüdische Immigranten, vor allem aus der Sowjetunion bzw. ihren Nachfolgestaaten. Dadurch wurde bzw. wird an die jüdische Tradition des Bezirks angeknüpft – wenn auch in viel kleinerem Maßstab als vor 1938.
1970 wurde die Praterbrücke mit dem anschließenden Abschnitt der Südosttangente als Querung des Praters eröffnet, eine neue Verbindung zwischen den Bezirken links der Donau und rechts des Donaukanals. Damit drang der Autoverkehr in einen bis dahin stillen Abschnitt des grünen Praters ein.
Am 1. August 1976 stürzte die 1937 eröffnete Reichsbrücke, eine Kettenbrücke, um 4.30 Uhr ein. Notbrücken wurden für die Straßenbahn am 16. Oktober, für den Kfz-Verkehr am 21. Dezember 1976 in Betrieb genommen.
1980 wurde in der Scherzergasse beim Augarten an einem historischen jüdischen Schulstandort die Zwi-Perez-Chajes-Schule der Israelitischen Kultusgemeinde Wien (wieder)eröffnet. Sie befindet sich seit 2008 in der Simon-Wiesenthal-Gasse 3 nahe dem Stadion, dem Hakoah-Sportplatz benachbart; der Sportverein erhielt dort nach Jahrzehnte langen Bemühungen Teile des bis 1938 benützten Areals zurück.

### Gegenwart

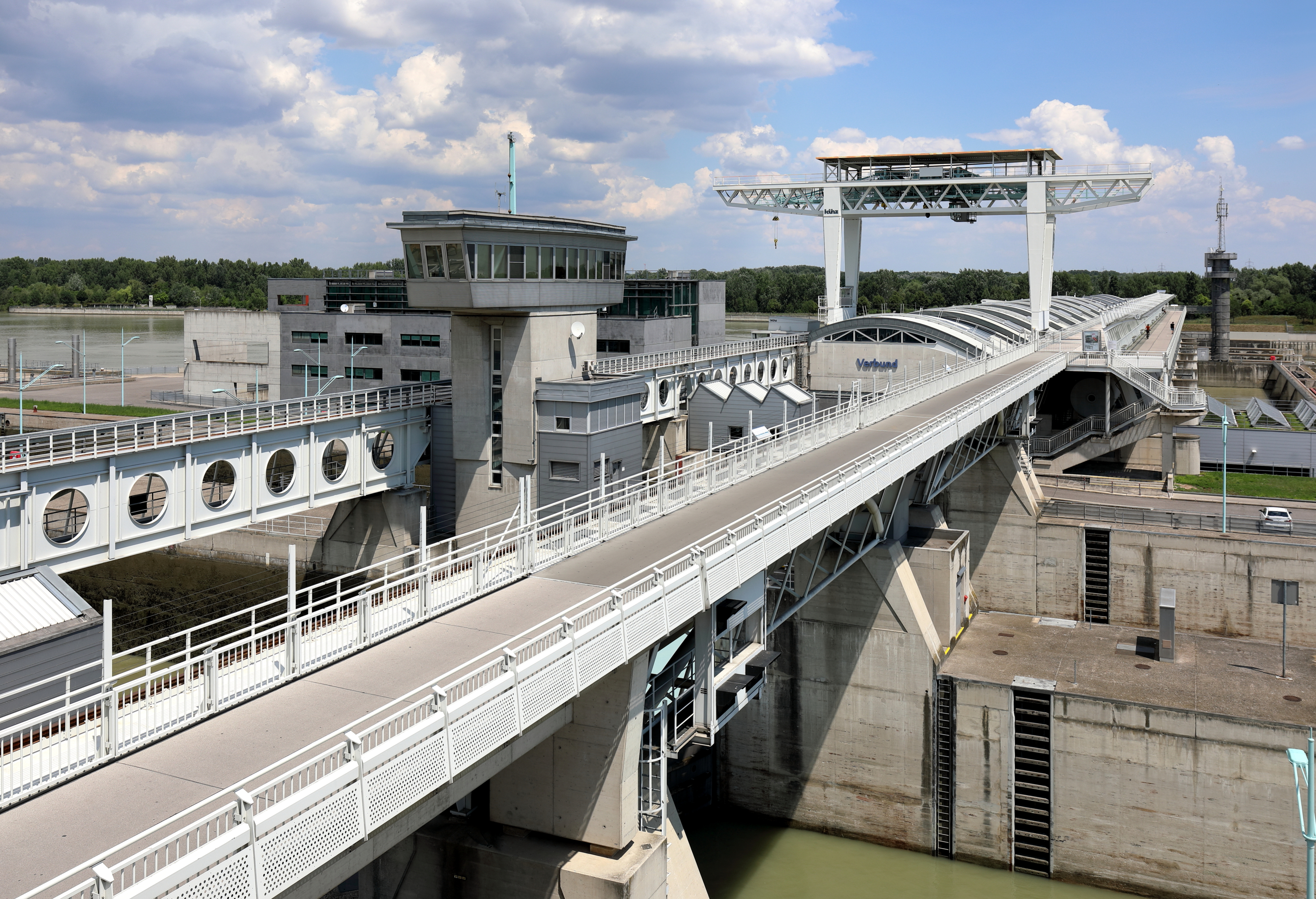
Kraftwerk Freudenau

Von 1992 bis 1998 wurde das Kraftwerk Freudenau über die Donau gebaut, 2000 entstand der Sportboothafen „Marina Wien“ (Handelskai 343).
1999 wurde auf dem Rabbiner-Schneerson-Platz 1 (Augarten, Ecke Rauscherstraße / Nordwestbahnstraße) der maßgeblich von der Ronald-S.-Lauder-Stiftung finanzierte Lauder-Chabad-Campus nach den Plänen von Architekt Adolf Krischanitz eröffnet, der jüdische Erziehung vom Kindergarten bis zum Oberstufenrealgymnasium bietet.
2001 wurde das Bezirksgericht Leopoldstadt wiedergegründet, das auch für die Brigittenau (20. Bezirk) zuständig ist.
Von 2001 bis 2004 wurden von der Stadt Wien die neuen Hallen der Messe Wien inkl. Kongresszentrum errichtet. Im Herbst 2003 fand dort der erste Großkongress (26.000 Teilnehmer) statt. 2004 begannen Umbau und Adaptierung des Ernst-Happel-Stadions (des Praterstadions) für die UEFA-Fußball-Europameisterschaft 2008, deren Endspiel am 29. Juni 2008 hier stattfand.
Vor der EM wurde die U-Bahn-Linie U2 2008 vom Schottenring über den Praterstern bis zur U-Bahn-Station Stadion verlängert; dabei entstanden im 2. Bezirk die vier neuen U-Bahn-Stationen Taborstraße, Messe-Prater, Krieau und Stadion und ein neuer Teil der U-Bahn-Station Praterstern. 2010 wurde die U2 über die Donau in den 22. Bezirk verlängert, wobei im 2. Bezirk die neue U-Bahn-Station Donaumarina gebaut wurde. Entlang des Donau-nahen Streckenteils der Linie wurden diverse Neubauten errichtet, unter anderem bis 2008 der Schulcampus der zuvor beim Augarten betriebenen Zwi-Perez-Chajes-Schule und der benachbarte Sportplatz des SC Hakoah Wien, der hier schon in der Zwischenkriegszeit angesiedelt war (beide an der Simon-Wiesenthal-Gasse), und bis 2010 die neue Zentrale des Gewerkschaftsbundes (ÖGB).
Im Sommer 2013 übersiedelte die Wirtschaftsuniversität Wien, bis dahin im 9. Bezirk betrieben, auf den neuen WU-Campus, der sich auf dem südlichen Teil des historischen Messegeländes befindet. 2015 wurde westlich neben dem neuen WU-Campus das neue Gebäude der Sigmund-Freud-Privatuniversität eröffnet und ihr Vorplatz aus diesem Anlass in Freudplatz umbenannt.
Das von Praterstraße, Taborstraße und Heinestraße begrenzte Viertel schien in den 2010er Jahren als Afrikanerviertel auf. Im Grätzl bestehen die Große Mohrengasse, die Kleine Mohrengasse und die Afrikanergasse. Die nichtamtliche Benennung bezieht sich auf die angeführten historischen Gassennamen, nicht auf die heutigen Bewohnerinnen und Bewohner der Gegend.
2020 brachte der britische Autor Tom Stoppard sein Theaterstück mit dem Titel Leopoldstadt heraus. Es erzählt die Geschichte einer jüdischen Familie in Wien von der Jahrhundertwende bis in die 1950er-Jahre.

## Verkehr

### Praterstern

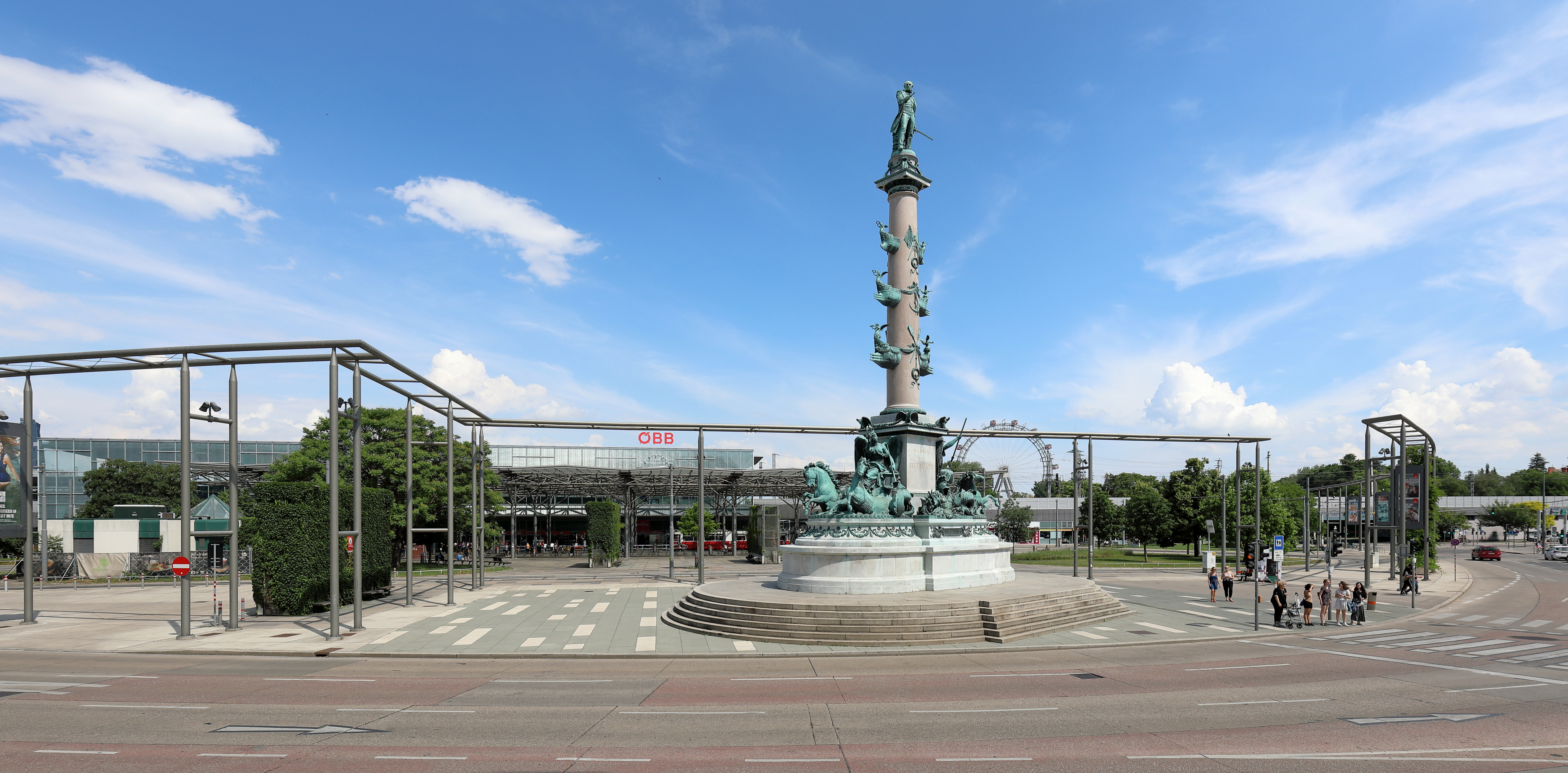
Westansicht des Pratersterns mit dem Tegetthoff-Denkmal

Wichtigster Verkehrsknotenpunkt ist der Praterstern, von dessen Kreisverkehr sieben Hauptstraßen (im Uhrzeigersinn: Nordbahnstraße, Lassallestraße, Ausstellungsstraße, Prater-Hauptallee, Franzensbrückenstraße, Praterstraße und Heinestraße) ausgehen. Der Platz nimmt aus der Vogelperspektive die Form eines Sterns an. Hier befindet sich der Bahnhof Wien Praterstern, einer der wichtigsten Bahnhöfe Wiens für den Lokal- und Regionalverkehr.
1954 / 1955 wurde der Praterstern komplett umgebaut. Dabei wurde der größere, bis heute bestehende Kreisverkehr angelegt; das 1886 fertiggestellte Tegetthoff-Denkmal, Wahrzeichen des Platzes, bildet seither nicht mehr den Mittelpunkt, um den die Straßenbahnlinien kreisen. Die Verbindungsbahn umrundet den Platz nicht mehr peripher, sondern verläuft durchmesserartig; die neue Bahnstation nahm 1959 den Betrieb auf, seit 1962 besteht Schnellbahnbetrieb. 1981 wurde die Station Praterstern der U-Bahn-Linie U1 eröffnet, die heute über die Donau bis zum Bahnhof Wien Leopoldau der Nordbahn verkehrt. Der Praterstern wurde nach 2000 neuerlich umgebaut, nachdem seit den sechziger Jahren in Platzgestaltung und -erhaltung kaum investiert wurde. Das neue Bahnhofsgebäude wurde 2008 eröffnet; im gleichen Jahr wurde die U-Bahn-Linie U2 vom Schottenring über den Praterstern bis zum Stadion verlängert (heute verkehrt sie über die Donau bis Aspern).

### S-Bahn
Seit 1962 ist der Praterstern Station der S-Bahn-Stammstrecke Meidling – Floridsdorf mit Zügen Richtung Gänserndorf (Nordbahn) und Stockerau bzw. Hollabrunn (Nordwestbahn); heute verkehren hier auch Züge Richtung Mistelbach und Laa an der Thaya (Laaer Ostbahn), Wiener Neustadt (Südbahn) und Wolfsthal (Pressburger Bahn). Nördlich des Bahnhofs Praterstern durchquert die zur Nordbahn gehörige Bahnstrecke den nördlichen Teil des Bezirks in Längsrichtung (siehe Nordbahnviertel); südlich der Station biegt die zur Verbindungsbahn gehörige Strecke Richtung Donaukanal und 3. Bezirk ab.
Im Bereich des Praters quert die Laaer Ostbahn (mit der S-Bahn-Linie S80) die Leopoldstadt und überquert nach der Station Wien Praterkai die Donau auf der Stadlauer Brücke.
Die Donauuferbahn ist abgesehen vom kurzen Abschnitt von Heiligenstadt kommend bis Handelskai derzeit ohne Personenverkehr, jedoch ist im Rahmen des S-Bahn Ring Wien eine Verlängerung über Donauufebahnhof, Donaukaibahnhof, Reichsbrücke und Domaumarima nach Praterkai geplant.

### U-Bahn
Weitere wesentliche Impulse brachte der Ausbau der U-Bahn, die den Bezirk 1979 mit der Eröffnung der Station Nestroyplatz der Linie U1 erreichte. Die U-Bahn-Linie U1 durchquert den Bezirk vom Zentrum kommend entlang der Achse Praterstraße – Praterstern – Lassallestraße – Reichsbrücke Richtung nordöstliches Donauufer. Die U-Bahn-Station Praterstern wurde 1981 in Betrieb genommen. Einsturz (1976) und anschließender Neubau der Reichsbrücke über die Donau bewirkten, dass die geplante Verlängerung der Linie U1 bis Kagran 1982 (wesentlich früher als ursprünglich geplant) fertiggestellt wurde. Sie überquert die Donau im Untergeschoß der neuen Reichsbrücke.
Zur Fußball-Europameisterschaft im Juni 2008 wurde die Linie U2 vom Schottenring über den Praterstern (wo sie die U1 und die Schnellbahn kreuzt) bis zum Ernst-Happel-Stadion verlängert. Die Linie durchschneidet den Bezirk diagonal und bedient den Prater, die Messe und das Stadion. 2010 wurde sie über die bereits bestehende Donaustadtbrücke nach Stadlau und bis zur Aspernstraße im 22. Bezirk verlängert, seit Oktober 2013 bis zur Seestadt.

### Straßen
Große Straßenverbindungen durchqueren den langgestreckten 2. Bezirk annähernd rechtwinkelig (Praterstraße – Praterstern – Lassallestraße – Reichsbrücke Richtung Deutsch-Wagram) sowie im Bereich des Praters die Südosttangente (siehe unten). Sie tragen den in den letzten Jahrzehnten enorm verstärkten Verkehr zwischen den (was die Donau betrifft) rechtsufrigen und den linksufrigen Stadtteilen Wiens. In Längsrichtung des Bezirks verlaufen vor allem die Einfahrt der Flughafenautobahn (A4 Ostautobahn) am Leopoldstädter Donaukanalufer im südöstlichen Teil des Bezirks, Richtung 20. Bezirk (Brigittenau) verlängert durch Untere und Obere Donaustraße, und der die Donau durch den ganzen 2. und 20. Bezirk entlang ihres rechten Ufers begleitende Handelskai, der die fünf Donaustraßenbrücken Wiens verbindet und über Donaukanalbrücken Anschluss an den 19. Bezirk (im Norden) und den 11. Bezirk (im Süden) hat.
1969–1972 wurden im Zuge des Baues der „Wiener Südosttangente“ genannten Stadtautobahn A23 eine neue Querung des grünen Praters und die Praterbrücke gebaut, die quer über den 2. Bezirk den 3. und den 22. Bezirk verbindet. Die A23 hat sich zur meistbefahrenen Straße Österreichs entwickelt.

### Schifffahrt und Hafen

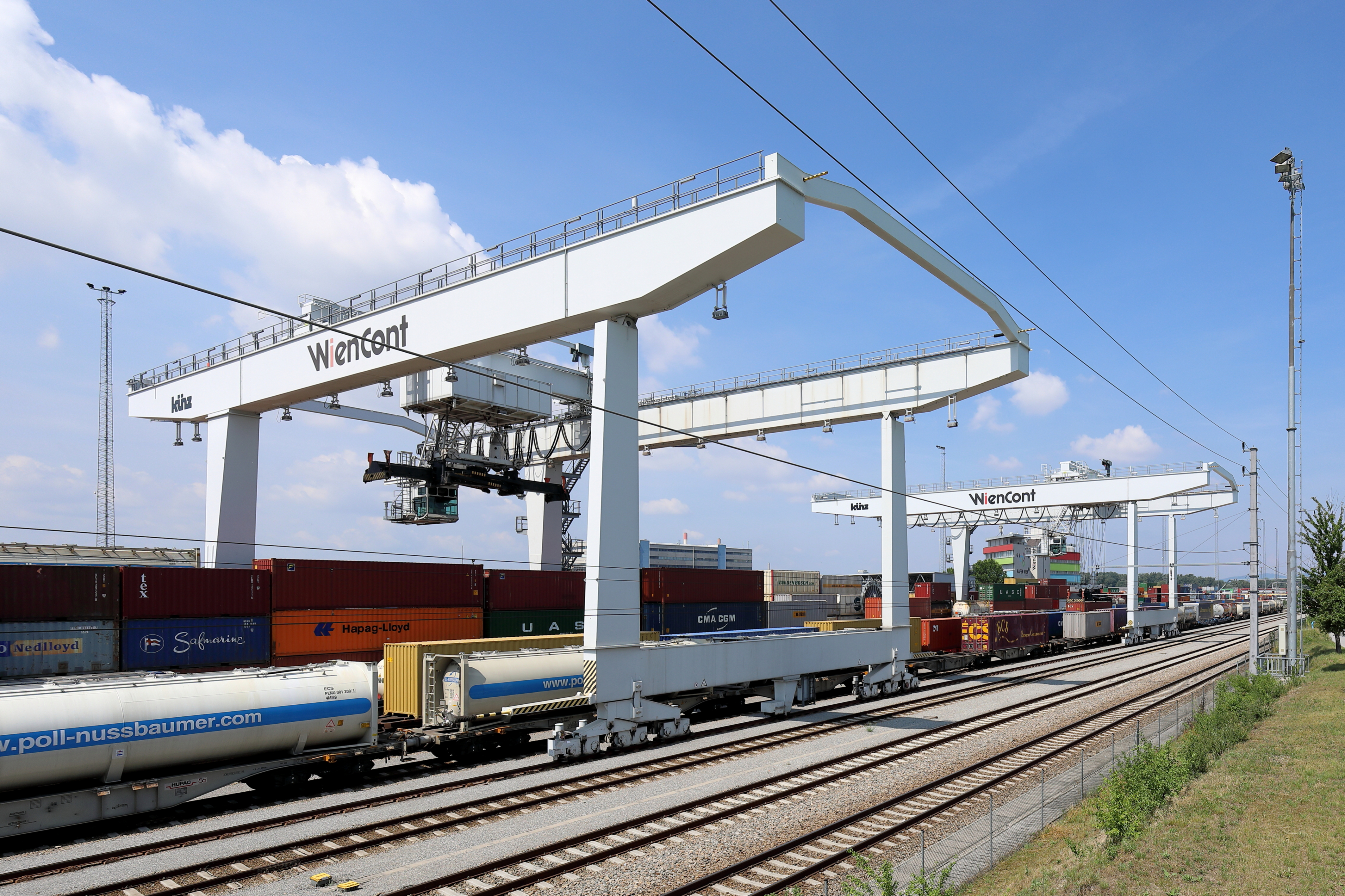
Der 2008 in Betrieb genommene neue Containerterminal des Hafens Freudenau

Am südöstlichen Ende des 2. Bezirks, wo der Donaukanal in die Donau mündet, liegt Wiens Donauhafen für den Güterverkehr, der Freudenauer Hafen (Winterhafen). 1958 wurde die Freudenauer Hafenbrücke als Straßenbrücke vom 2. in den 11. Bezirk eröffnet. Im und um den Hafen werden alle Arten von Gütern über LKW, Waggon und Schiff umgeschlagen; ein neuer, stark vergrößerter Containerterminal wurde 2008 eröffnet. Entlang der Donau verläuft die Donauuferbahn, die den Hafen erschließt; seit 2009 bildet sie mit anderen Strecken erstmals seit 1945 wieder eine Umfahrung des rechtsufrigen Stadtgebiets (siehe: Winterhafenbrücke).
Neben dem Hafen, knapp stromaufwärts seiner Einfahrt, befindet sich das nach dem benachbarten Teil des Bezirks benannte, 1998 fertiggestellte Kraftwerk Freudenau.
Auch um den Zeitverlust durch die Schleusen des Kraftwerks zu vermeiden, befindet sich die Abfahrtsstelle des Schnellkatamarans nach Bratislava, des Twin City Liners, nicht an der Donaulände bei der Reichsbrücke, wo der sonstige Personenschiffsverkehr abgewickelt wird, sondern beim Franz-Josefs-Kai am Donaukanal, wo dazu bis 2010 im 1. Bezirk ein neues, architektonisch bemerkenswertes Stationsgebäude errichtet wurde. Die Grenze zwischen 1. und 2. Bezirk verläuft dort exakt an der „Wasserkante“. Das Schiff hält also im 2. Bezirk, die Poller und andere Einrichtungen am Kai befinden sich im 1. Bezirk.

### Brücken
Für den auf einer Insel gelegenen 2. Bezirk waren Brücken seit jeher ein sehr wichtiges Thema. Hier eine Chronologie des Brückenbaues (Jahreszahlen: Jahr der Fertigstellung; soweit nicht anders angeführt, Brücken über den Donaukanal; die durch die Brücken gegebenen Verbindungen mit heutigen Namen, beginnend mit dem Leopoldstädter Ufer; nur Brücken im heutigen Gebiet des 2. Bezirks):
- Mittelalter: Schlagbrücke, 1368 urkundlich genannt[10] (eigentlich „Schlachtbrücke“), bis 1782 die einzige feste Verbindung der ummauerten Stadt mit den damaligen Donauinseln, 1819: erste Ferdinandsbrücke am gleichen Ort (Taborstraße – 1., Schwedenplatz), seit 1919 Schwedenbrücke genannt
- 1782: erste Weißgerberbrücke, 1801–1803 als Franzensbrücke am gleichen Ort neu gebaut (Franzensbrückenstraße – 3., Radetzkystraße)
- 1782: erste Augartenbrücke (Untere Augartenstraße – 1./9., Maria-Theresien-Straße), mehrmals neu gebaut, u. a. 1873, 1931, 1946
- 1811: Rasumofskybrücke (1819 abgerissen), 1824–1825: Sophienbrücke am gleichen Ort neu gebaut (Wittelsbachstraße – 3., Rasumofskygasse), seit 1919 Rotundenbrücke
- 1859: erste Verbindungsbahnbrücke („Schnellbahnbrücke“, Bahnhof Wien Praterstern – 3., Bahnhof Wien Mitte)
- 1863–1864: erste Aspernbrücke (Aspernbrückengasse – 1., Julius-Raab-Platz, Ringstraße, Franz-Josefs-Kai)
- 1870: Ostbahnbrücke mit Fußgängersteg (Schnellbahn-Station Praterkai – 11., Schnellbahn-Station Haidestraße)
- 1872: Ostbahnbrücke über die Donau, seit 1925 Stadlauer Brücke genannt (Schnellbahn-Station Praterkai – 22., Schnellbahn-Station Lobau)
- 1876: Kaiser-Joseph-Brücke, 1919 Schlachthausbrücke, 1937 Stadionbrücke genannt (Stadionallee, Schüttelstraße – 3., Schlachthausgasse)
- 1876: Kronprinz-Rudolfs-Brücke über die Donau, seit 1919 Reichsbrücke genannt, 1937 und nach Einsturz (1976) 1980 durch Neubauten ersetzt (Lassallestraße, U-Bahn-Station Vorgartenstraße – 22., Wagramer Straße und A22 Donauuferautobahn, U-Bahn-Station Kaisermühlen / Vienna International Centre)
- 1880: Donauländebahnbrücke, 1945 zerstört, 2008/2009 als Winterhafenbrücke am gleichen Ort neu errichtet (Donauuferbahn – 11., Donauländebahn)
- 1886: erste Stephaniebrücke, seit 1919 Salztorbrücke, 1945–1960 nicht bestehend  (Hollandstraße – 1., Salztorgasse)
- 1906: erste Marienbrücke (Lilienbrunngasse bei Gredlerstraße – 1., Schwedenplatz)
- 1910: Gaswerksteg, seit 1900 nur für Rohrleitungen, wird für Fußgänger benützbar (Kanalwächterhausweg – 3., Erdbergstraße)
- 1927: Alte Brigittabrücke wird angeblich an den Standort der heutigen Freudenauer Hafenbrücke transferiert; Vorgang in historischen Brückenlisten (Lehmann) nicht ersichtlich, daher möglicherweise nicht realisiert.
- 1958: Freudenauer Hafenbrücke (Freudenauer Hafenstraße – 11., Zinnergasse, Alberner Hafenzufahrtsstraße)
- 1960: Salztorbrücke (siehe 1886)
- 1971: Erdberger Brücke, Autobahnbrücke im Zuge der A23 Südosttangente (Knoten Wien Prater – 3./11., Knoten Landstraße)
- 1972: Praterbrücke, Autobahnbrücke über die Donau im Zuge der A23 Südosttangente (Abfahrt Handelskai – 22., Knoten Kaisermühlen)
- 1975: Schrägseilbrücke für die A4 Ost Autobahn („Flughafenautobahn“), Fahrbahn Richtung Zentrum, nahe dem Rennplatz Freudenau (Knoten Wien Prater – 11., Abfahrt Wien Simmeringer Haide)
- 1983: Rossauer Brücke, bis dahin kein Brückenstandort (Rembrandtstraße – 9., Türkenstraße)
- 1991: Siemens-Nixdorf-Steg (Obere Donaustraße – 9., Rossauer Lände)
- 1997: Donaustadtbrücke über die Donau (bis 2006 Autobusbrücke, seit 2010 Teil der U-Bahn-Linie U2 Richtung 22., Stadlau und Aspern)
- 1998: Das Kraftwerk Freudenau fungiert auch als Fußgänger- und Radfahrerbrücke (Praterspitzstraße – 22., Donauinsel).
- 2003: Erdberger Steg (Schüttelstraße, Friedensgasse – 3., Erdberger Lände, Haidingergasse)
- 2008: Winterhafenbrücke – siehe 1880
- 2011: Seitenhafenbrücke (Seitenhafenstraße – 11., 11. Haidequerstraße)

## Kultur und Sehenswürdigkeiten

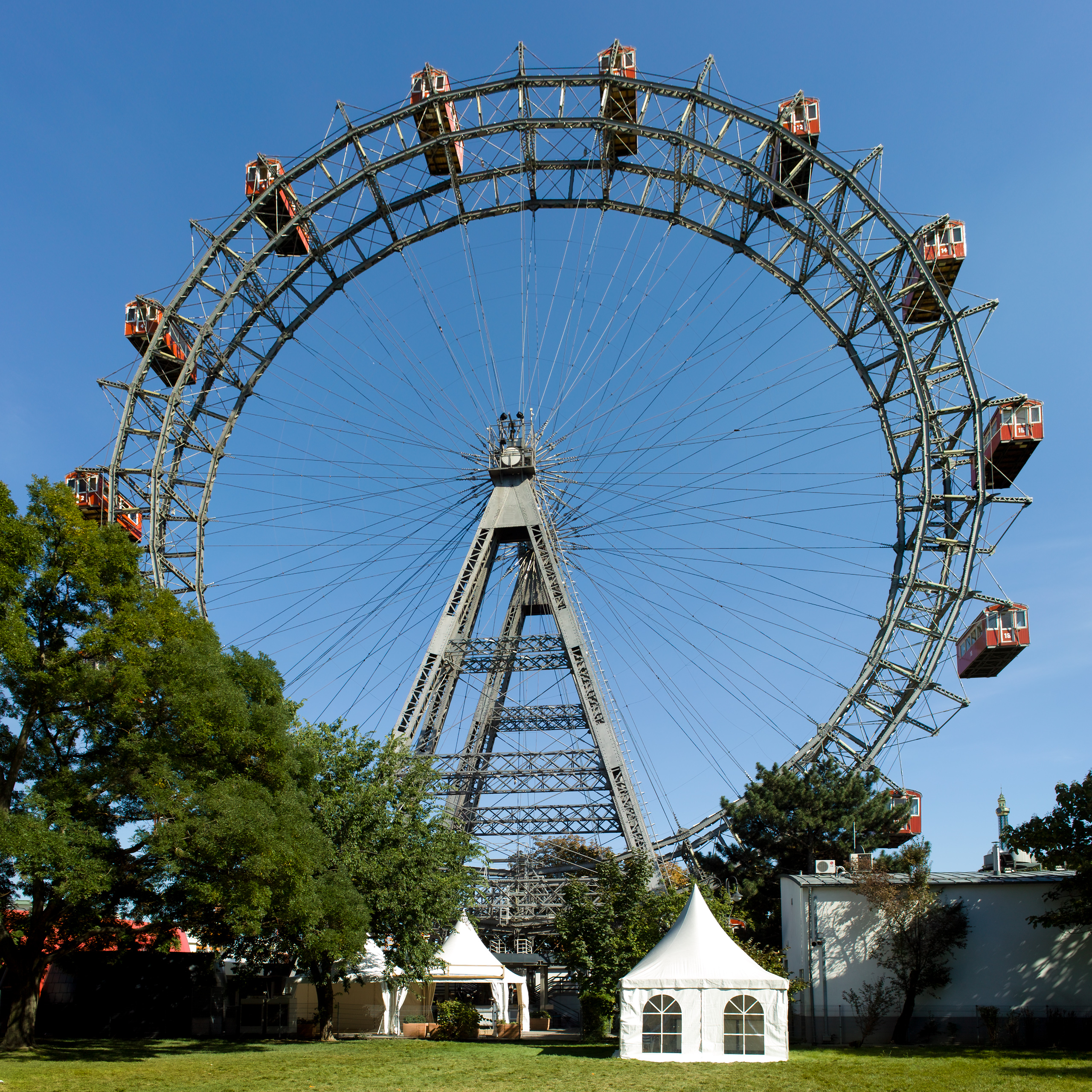
Riesenrad

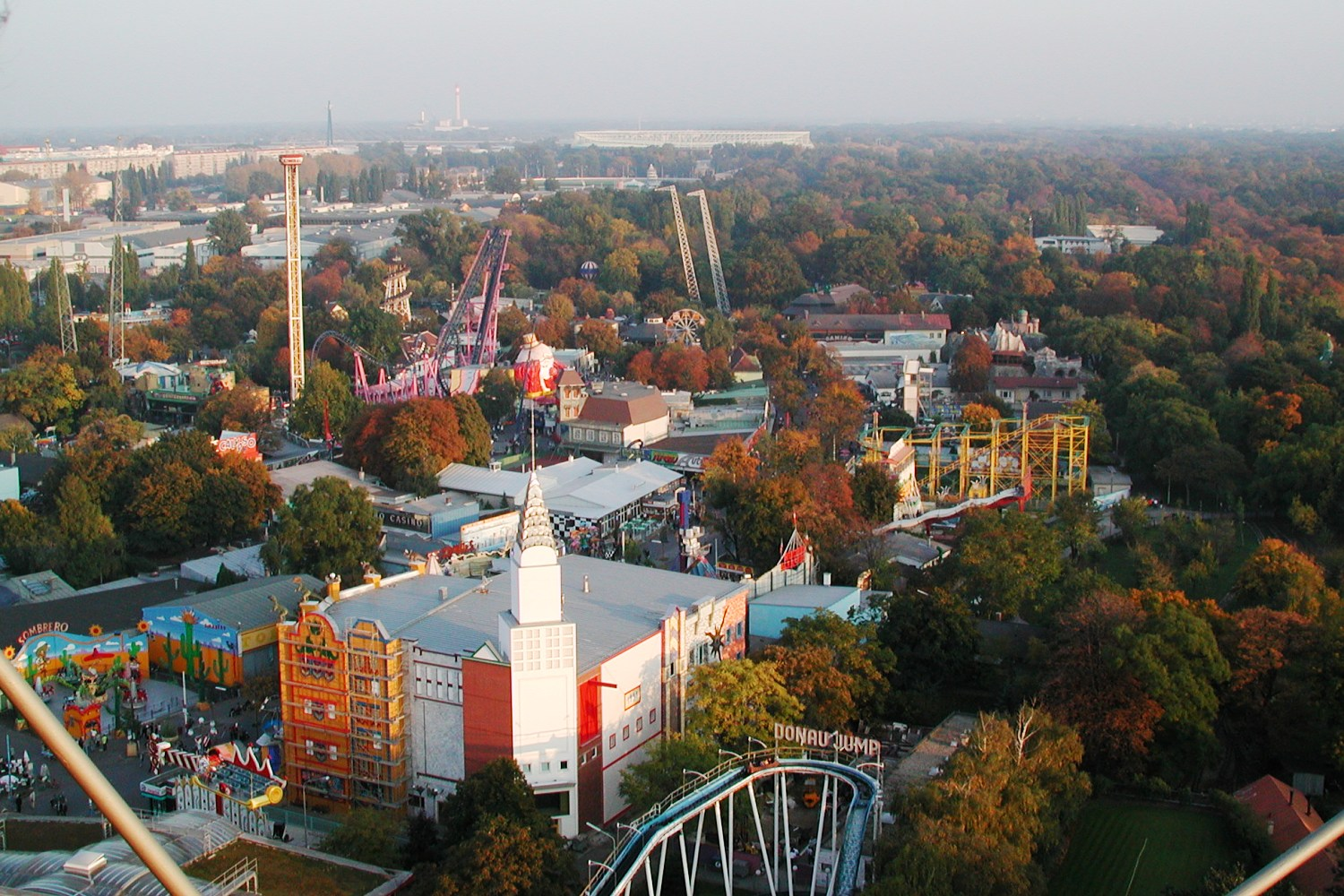
Volksprater, vom Riesenrad gesehen

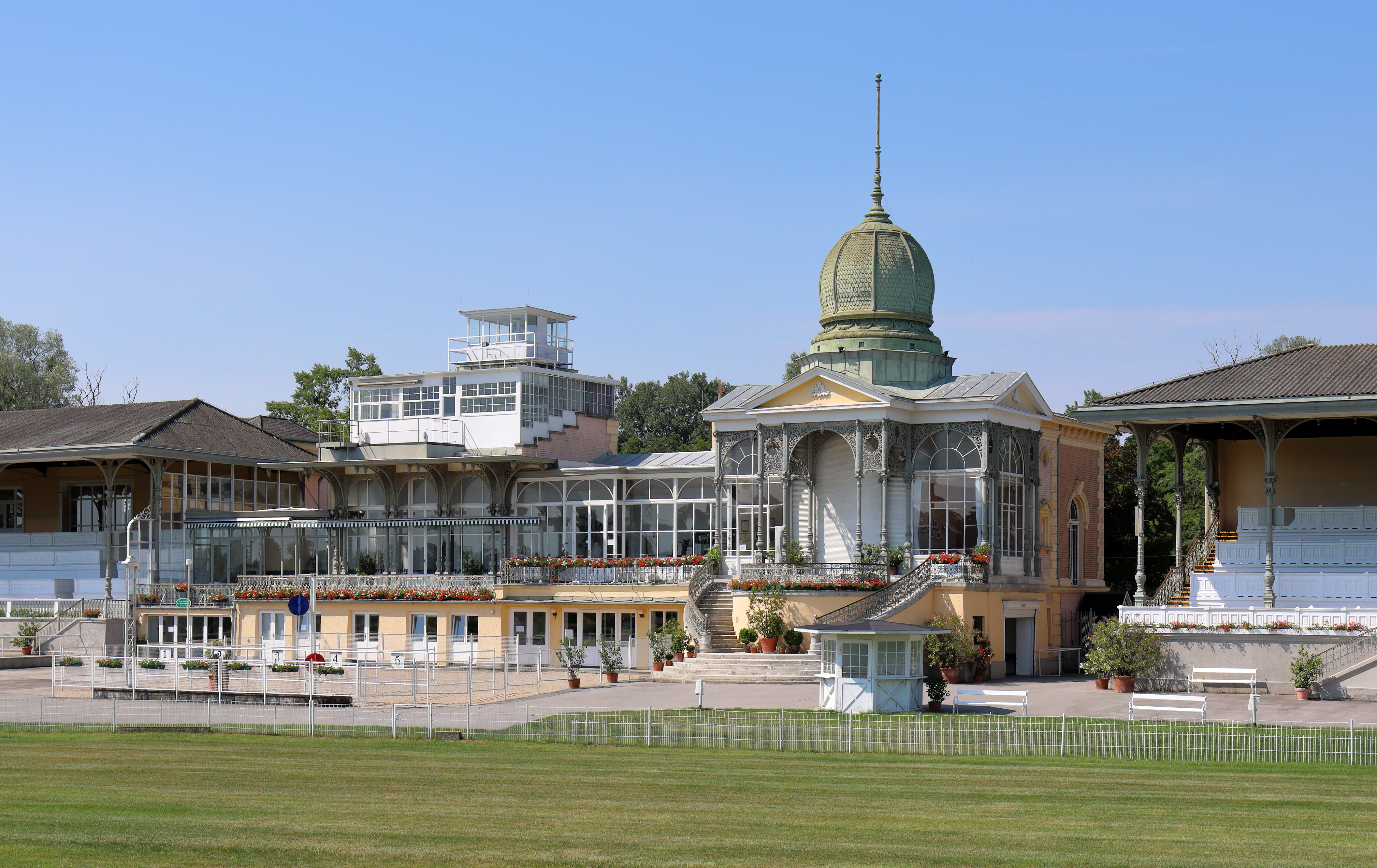
Galopprennplatz Freudenau

### Sehenswürdigkeiten
- Prater
  - Riesenrad
  - Madame Tussauds
  - Lusthaus
  - Liliputbahn
  - Wiener Planetarium
  - Pratermuseum (Wien Museum)
  - Maria Grün (und Kapelle nebenan)
  - Ernst-Happel Stadion
  - Messe Wien
- Augarten
  - Porzellanmanufaktur Augarten
  - Wiener Sängerknaben
  - Augarten Contemporary (betrieben vom Belvedere)
  - Gustinus-Ambrosi-Museum (detto)
- Johann-Strauß-Museum (Wien Museum)
- Augartenbrücke
- Landwirtschaftliche Produktenbörse, heute Odeon (siehe unten)
- Leopoldskirche
- „Mexikokirche“
- Tegetthoff-Denkmal
- Wiener Kriminalmuseum
- Bezirksmuseum Leopoldstadt

Siehe auch: Liste der Wiener Parks und Gartenanlagen/Leopoldstadt

### Museen
In der Leopoldstadt widmet sich das Bezirksmuseum insbesondere den Künsten. Schwerpunkte sind daher unter anderem das Theater in der Leopoldstadt, das Carl-Theater, das Leopoldstädter Theater, der Prater und das jüdische Ghetto. Das Circus- & Clownmuseum stellt die Geschichte der Clowns, Artisten und des Zirkusses dar. Das Museum des Blindenwesens zeigt in seiner Ausstellung die Entwicklung der Lehr- und Lernbehelfe für den Blindenunterricht und der Blindenschrift. Das Wiener Kriminalmuseum, verbunden mit dem Museum der Landespolizeidirektion Wien, bringt dem Besucher die Geschichte des Justiz- und Polizeiwesens sowie der Kriminalität ab dem späten Mittelalter näher.
Zwei bedeutende Museen Wiens besitzen Außenstellen in der Leopoldstadt. Das Wien Museum (das frühere Historische Museum der Stadt Wien) betreibt das Pratermuseum neben dem Riesenrad (ein neues Gebäude dafür soll in den 2020er Jahren errichtet werden) und ermöglicht den Besuch der Wohnung des „Walzerkönigs“ Johann Strauss in der Praterstraße. Das Belvedere hat ebenfalls zwei Außenstellen im 2. Bezirk: Augarten Contemporary (zeitgenössische Kunst) und das benachbarte Gustinus-Ambrosi-Museum. Die Porzellanmanufaktur Augarten stellt im Foyer des Schlosses regelmäßig Porzellan aus.

### Theater
Siehe auch: Leopoldstädter Theater, Carltheater (bis 1929)
Im großen Saal der ehemaligen Landwirtschaftlichen Produktenbörse (Taborstraße 10) hat das Team des Serapionstheaters um Erwin Piplits und Ulrike Kaufmann mit Unterstützung der Stadtverwaltung bis 1988 das „Odeon“ eingerichtet, einen flexibel bespielbaren Theaterraum von beachtlichen Ausmaßen. Hier treten das Serapionsensemble und andere Künstler auf. Der Name erinnert an das 1845 eröffnete, 1848 abgebrannte „Odeon“, damals der größte, mehrere Tausend Personen fassende Tanzsaal Wiens (Tanzfläche 4.641 Quadratmeter), im Bereich der heutigen, im Viertel hinter der Produktenbörse gelegenen Odeongasse.
Am so genannten Augartenspitz Ecke Obere Augartenstraße / Castellezgasse nahe der U-Bahn-Station Taborstraße der Linie U2 haben die Wiener Sängerknaben Ende 2012 einen Konzert- und Mehrzwecksaal mit 400 Sitzplätzen unter dem Namen MuTh (Akronym für Musik und Theater) eröffnet.

### Kino und Freiluftkino
Als traditioneller Theaterbezirk verfügte die Leopoldstadt Mitte des 20. Jahrhunderts über zahlreiche Kinos. Infolge der Verbreitung des Fernsehens in Österreich ab den späten 1950er Jahren setzte in den 1960er Jahren ein Kinosterben ein, von dem auch der 2. Bezirk stark betroffen war. Nach und nach wurden Leopoldstädter Kinos geschlossen, heute existiert kein einziges reguläres Kino auf dem Bezirksgebiet. Selbst das 1999 eröffnete UCI Mehrsälekino an der Lassallestraße wurde bereits drei Jahre später wegen schlechter Auslastung geschlossen.
Ehemalige Kinos, in der Reihenfolge der Schließung:
- Stern (Rotensterngasse 7a), –1962
- Adria (Am Tabor 22), –1964
- Diana (Praterstraße 25), –1968
- Luna (Taborstraße 69), –1971
- Planetarium Studio 2 (Oswald-Thomas-Platz 1, beim Planetarium), –1972
- Augarten (Malzgasse 2), –1973
- Nestroy (Nestroyplatz, im Nestroyhof, bei Praterstraße 34), –1975
- Wohlmut (Wohlmutstraße 15–17), –1979
- Filmpalast (Prater, neben dem Riesenrad), –1981 (abgebrannt); hieß davor Lustspieltheater, Lustspielkino, Leopoldstädter Volkskino und Tegetthoff
- Helios (Taborstraße 36), –1983
- Münstedt Kino Palast (Prater), –1984
- Panorama Center 1-3 (Praterstern, im Schnellbahnviadukt), –1993; erstes Mehrsälekino Wiens.
- Tabor (Taborstraße 8A), –1996
- Prater Nonstop (Prater), –1997; Sexkino
- UCI (Lassallestraße 7a), –2002; 1999 eröffnetes Mehrsälekino

Dieser Entwicklung steht allerdings eine immer stärkere Nachfrage nach sommerlichem Freiluftkino gegenüber, seit zu Beginn der 1990er Jahre vor dem Wiener Rathaus jeden Sommer das Film Festival auf dem Wiener Rathausplatz stattfindet. Im 2. Bezirk gibt es derzeit drei alljährliche Sommer-Freiluftkinos:
- Kino wie noch nie (Augartenspitz, Obere Augartenstraße 1)
- Prater Film Festival (Kaiserwiese vor dem Riesenrad)
- Sommerkino Tribüne Krieau (Trabrennbahn Krieau)

Das Kino unter Sternen fand von 1996 bis 2008 jeden Sommer beim Flakturm im Augarten statt; seit 2009 nutzt es einen neuen Standort auf dem Karlsplatz (1./4. Bezirk).
Im Augarten (Obere Augartenstraße 1) hat sich das Österreichische Filmarchiv etabliert, das hier und im Metrokino (1. Bezirk) historische Filme vorführt und wissenschaftliche Forschung betreibt.

### Bildungseinrichtungen

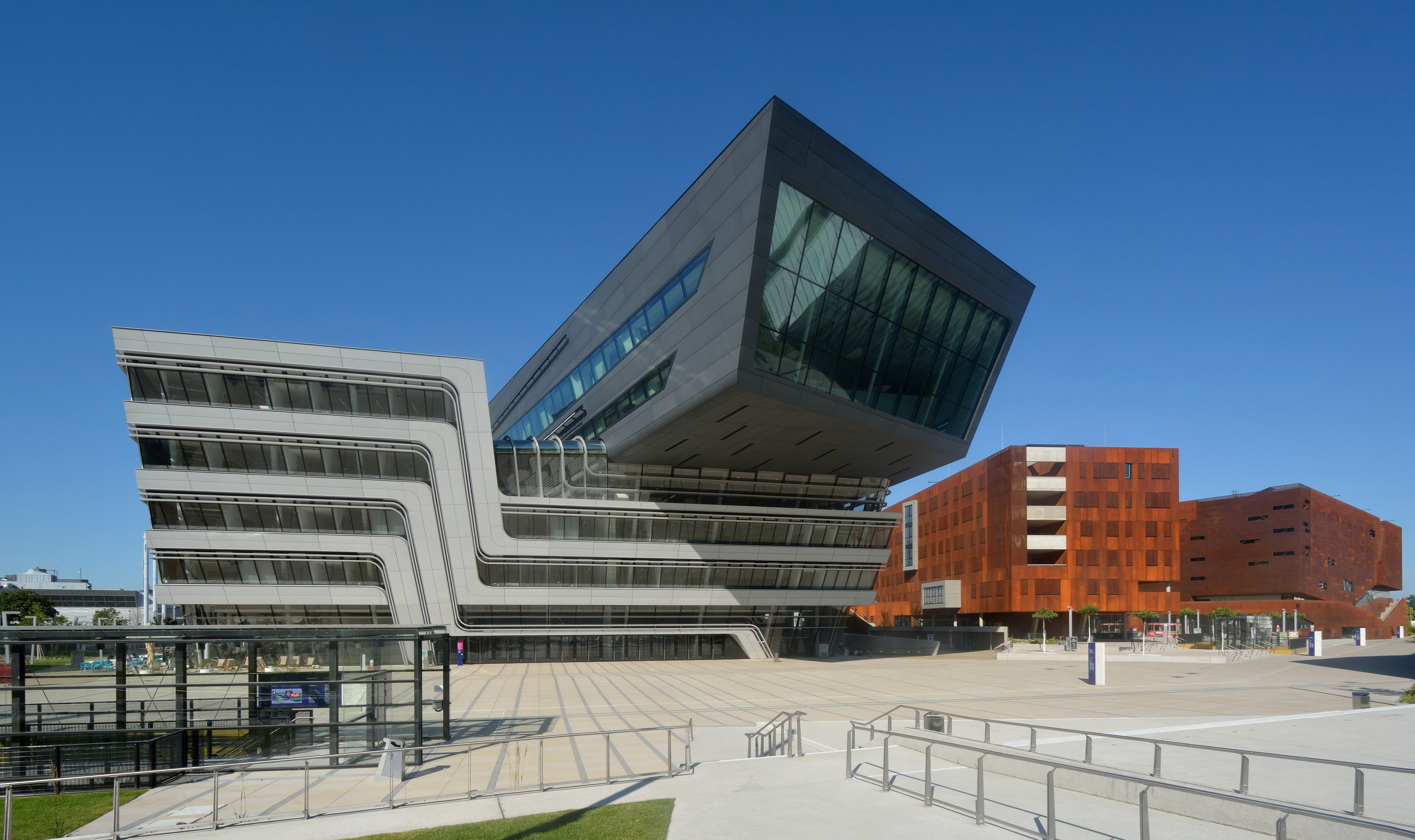
Das Library & Learning Center auf dem WU-Campus der Wirtschaftsuniversität Wien

- Wirtschaftsuniversität Wien, Welthandelsplatz 1 (ehem. Messegelände)
- Sigmund-Freud-Privatuniversität, Freudplatz 1 (ehem. Messegelände)
- Sigmund-Freud-Gymnasium, Wohlmutstraße 3
- Bundesrealgymnasium Lessinggasse (frühere Adresse Vereinsgasse)
- Bundesgymnasium und Bundesrealgymnasium Zirkusgasse 48 („Sophiengymnasium“)
- Sperlgymnasium, Kleine Sperlgasse 2c
- Campus Gertrude Fröhlich-Sandner, Ernst-Melchior-Gasse 9 (Nordbahnviertel)
- Lauder-Chabad-Campus, Rabbiner-Schneerson-Platz 1 (Augarten)
- Zwi-Perez-Chajes-Schule, Simon-Wiesenthal-Gasse 3
- Danube International School (Privatschule mit Öffentlichkeitsrecht), Josef-Gall-Gasse 2
- Fachhochschule des BFI Wien

Volks- und Hauptschulen waren, der Schulpflicht entsprechend, jedenfalls von der Stadtverwaltung einzurichten. In der zweiten Hälfte des 19. Jahrhunderts entstand das heutige Sigmund-Freud-Gymnasium als kommunale Institution, später übernahm der Staat auch hier diesen Bildungszweig. Auch auf Grund der Bildungsbeflissenheit der jüdischen Wienerinnen und Wiener waren im 2. Bezirk schon vor 1900 mehrere AHS-Standorte erforderlich. Seit den 1980er Jahren bestehen im Bezirk auch private höhere Schulen. 2013 übersiedelte die Wirtschaftsuniversität in den Prater.

## Wirtschaft

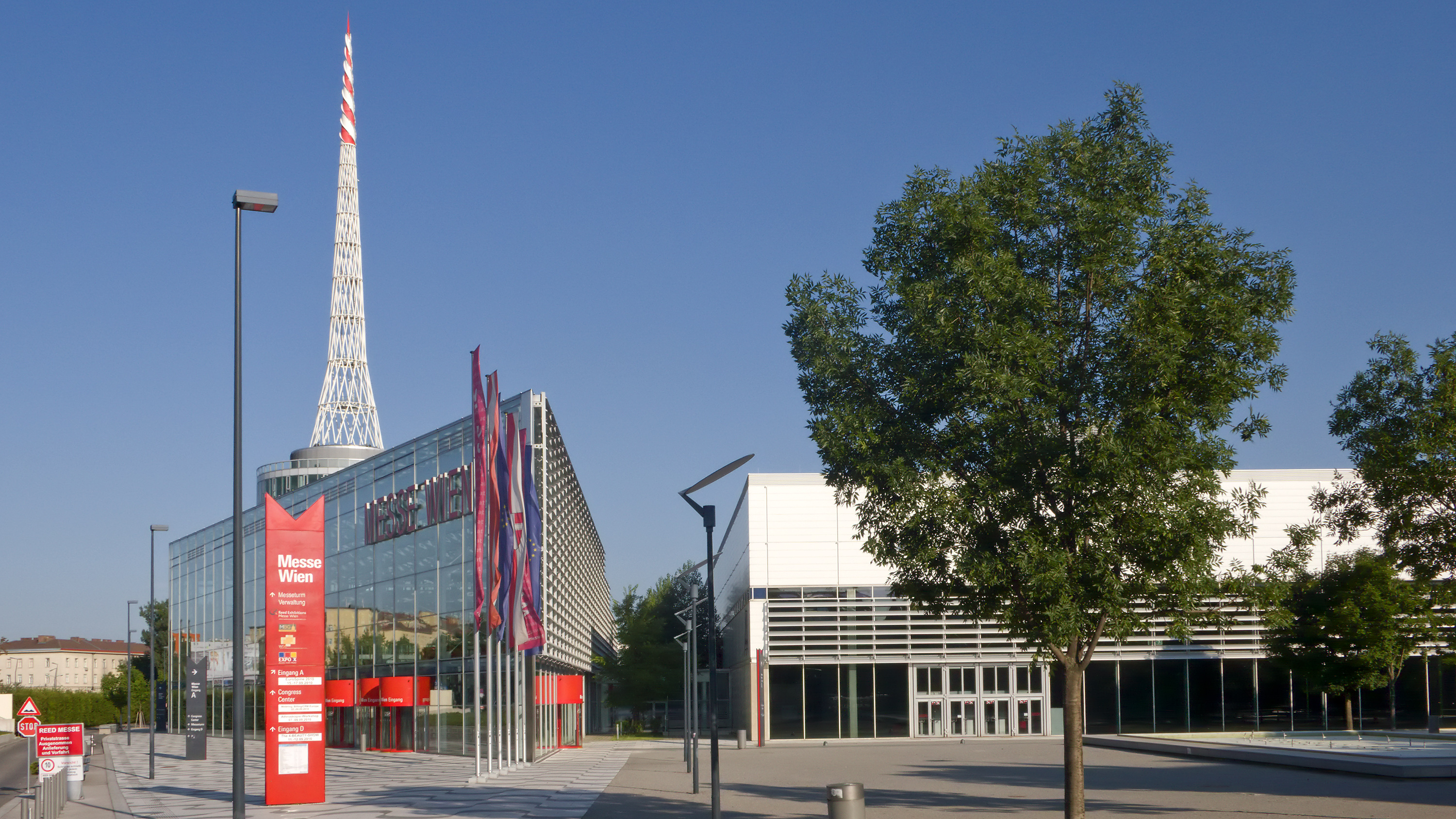
Messe Wien

Im 2. Bezirk befinden sich Unternehmenszentralen unter anderem von folgenden Firmen: A1 Telekom Austria, IBM Österreich, Verlagsgruppe News, Siemens Nixdorf, Versicherungskonzern Uniqa, Raiffeisen Österreich und ING Direktbank Austria.
Auf dem seit 1921 als Messegelände bekannten Areal im Prater, dem einstigen Weltausstellungsgelände, wurden nach 1945 von der Wiener Internationalen Messe (WIM) jahrzehntelang stark besuchte Frühjahrs- und Herbstmessen durchgeführt, die teilweise volksfestartigen Charakter annahmen. Wichtige Unternehmen hatten dazu eigene Pavillons errichtet, so beispielsweise der ORF und Firmen der damaligen verstaatlichten Industrie. Mannesmann errichtete einen nachts in blauer Silhouette weithin strahlenden Metallgitterturm (ohne sonstige ersichtliche Funktion). In den 1980er Jahren begann die Attraktivität allgemeiner saisonaler Messen zu schwinden; der Wiener Messe AG fehlte ein überzeugendes Zukunftskonzept. Das Gelände erwies sich für regelmäßige Bespielung als viel zu groß.
2004 wurde auf einem Teil des früheren Messegeländes im Prater die neue Messe Wien (mit Kongresszentrum) eröffnet, eine 190-Millionen-Euro-Investition der Stadtverwaltung. Zwei U-Bahn-Stationen erschließen das Messezentrum. Auf einem anderen Teil des Geländes wurde nach einer 2007 getroffenen Entscheidung 2013 das neue Gelände der Wirtschaftsuniversität Wien fertiggestellt.
Im Bereich der Messe Wien, an der Donau, an der U-Bahn und im Geschäftsviertel des Bezirks haben sich größere Hotels angesiedelt; eines der neuesten Beispiele ist das Ende 2010 Ecke Taborstraße / Praterstraße am Donaukanal nach einem Entwurf von Jean Nouvel errichtete Uniqa Hotel- und Geschäftsgebäude mit dem Hotel Sofitel Vienna oder So/Vienna. Unmittelbar neben der Messe Wien und der U2 wurde 2010 das „Viertel Zwei“ fertiggestellt, ein neuer Stadtteil mit gemischter Nutzung (Vorgartenstraße / Ecke Trabrennstraße, Olympiaplatz und Ausstellungsstraße / Perspektivstraße).
In der Oberen Augartenstraße 40 hatte 1991–2014 der Wiener Tourismusverband, die städtische Marketingagentur für die Wiener Tourismuswirtschaft, ihren Sitz.

## Sport
Im Prater befinden sich das Ernst-Happel-Stadion, in dem am 29. Juni 2008 das Endspiel der Fußball-Europameisterschaft 2008 ausgetragen wurde, das Ferry-Dusika-Radstadion und das Stadionbad, das auch für internationale Wettbewerbe verwendet wird. Der Pferdesport hat hier Tradition: Die Prater-Hauptallee verfügt über ihre gesamte Länge von 4,4 km über eine eigene Reitallee neben der Hauptfahrbahn. In den Praterauen liegen die Trabrennbahn Krieau, die Galopprennbahn Freudenau und diverse Pferdestallungen mit Reithallen. Neben der Galopprennbahn besteht ein 18-Loch-Golfplatz des Golf Clubs Wien, wo teilweise Rennbahnen der Pferde über den Platz führen.
Zwischen Reichs- und Praterbrücke befindet sich die Marina Wien, ein Bootshafen für Sport- und Freizeitboote.
Die Sportvereine FS Elektra Wien, SC Hakoah Wien, Vienna Cricket and Football-Club und Wiener AC haben im 2. Bezirk ihre eigenen Plätze.
An der Prater-Hauptallee findet sich auch das Wiener Hockeystadion, die Heimat des HC Wien und des AHTC Wien. Der ÖHV trägt üblicherweise dort seine Länderspiele aus.

## Stadtplanung
Dem Stadtentwicklungsplan 2005 der Wiener Stadtverwaltung zufolge liegen im 2. Bezirk folgende Entwicklungsgebiete:
- Donaukanal (Entwicklung der Attraktivität der „Wasserkante“ für Wohnen, Arbeiten und Freizeit)
- Nordbahnhofgelände (neues Wohnviertel)
- Donau („Wasserkante“)
- Prater / Messe / Krieau (neues Viertel 2 zwischen Messe und Stadion an der U-Bahn-Linie U2)

### Donaukanal

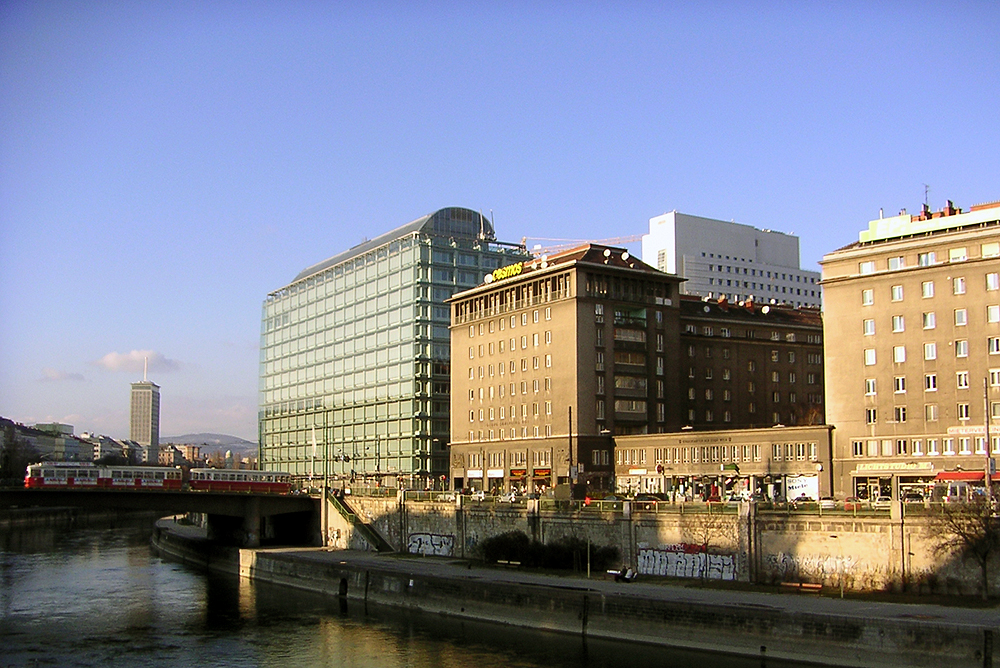
Teil des 2. Bezirks, gesehen vom Donaukanal: Das IBM-Gebäude (Mitte links) ersetzte das 1945 schwer beschädigte Dianabad

Am Donaukanal sind wegen der Artillerieduelle in der Schlacht um Wien 1945 im 2. Bezirk kaum historische Bauten übrig geblieben. Am Kanal entstanden – IBM-Haus (siehe Abb., Mediatower, Uniqa Tower) – und entstehen (Uniqa Hotel- und Geschäftsgebäude von Jean Nouvel Ecke Taborstraße / Praterstraße) große, teils spektakuläre Neubauten, vor denen die unmittelbare Uferzone mit Lokalen und Flaniermeilen attraktiver gemacht werden soll. Das zur historischen Kaiserbadschleuse gehörige „Schützenhaus“ von Otto Wagner bei der Schiffamtsgasse wird von der Diskothek „Flex“ (1. Bezirk, Donaukanalufer beim Ringturm) als „Kaiserbad Flex“ betrieben.

### Nordbahnviertel
Das riesige Nordbahnhofgelände wurde entlang der Lassallestraße seit den 1980er Jahren durch Wohn- und Bürobauten verkleinert und wird nun als Ganzes mit einem neuen Stadtteil (dem Nordbahnviertel) verbaut, da der dortige alte Frachtenbahnhof von den ÖBB nicht mehr benötigt wurde. 2008 wurde auf dem Geländeteil nahe Vorgartenstraße und Haussteinstraße der 31.000 Quadratmeter große Rudolf-Bednar-Park (benannt nach dem Bezirksvorsteher 1977–1984) eröffnet, um den neue Wohnbauten und der Gertrude-Fröhlich-Sandner-Campus entstanden sind. Der Austria Campus, an dem unter anderem die Bank Austria ihre neue Konzernzentrale hat, ist weitgehend fertiggestellt. Das in früheren Jahrzehnten als Nordbahnviertel bezeichnete Gebiet zwischen Nordbahnstraße, Heinestraße und Taborstraße wird nunmehr als Alliiertenviertel und Volkertviertel bezeichnet.

### Prater, Messe, Krieau

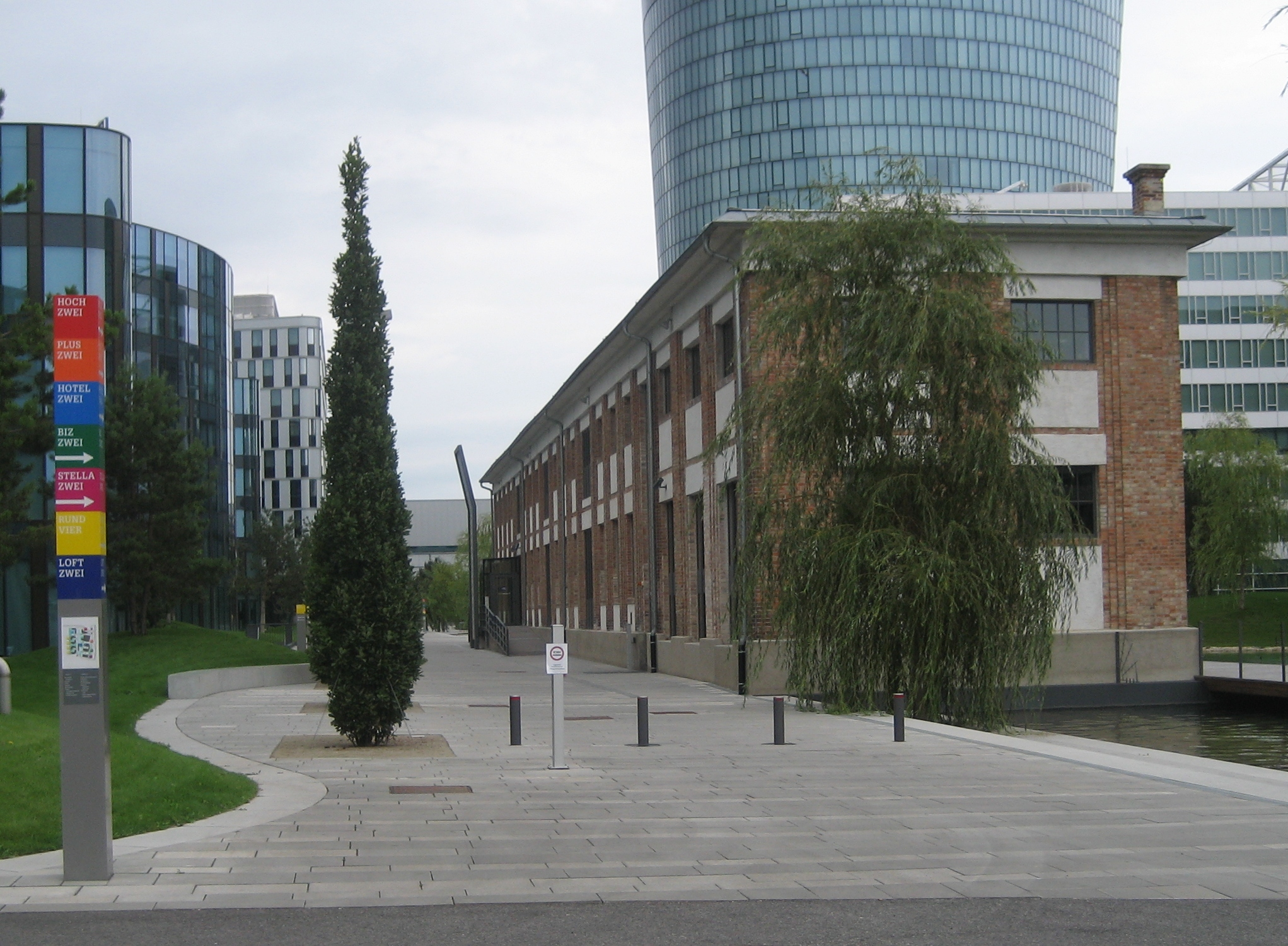
Viertel Zwei

2010 / 2011 wurde das unter dem Arbeitstitel Viertel 2 geplante Areal an der U-Bahn-Station Krieau (U2), an die Messe Wien östlich anschließend, fertig bebaut. Hier sind sechs Büro- und Wohngebäude entstanden, darunter ein Hotel. Unter den Nutzern sind die Unternehmen OMV und Unilever. Zwischen den Gebäuden befindet sich ein künstlicher See.
Das Areal der Messe Wien wird im Norden und Nordosten von der Trasse der U2 begrenzt. Zwischen dieser Trasse und der parallel zum Donaustrom verlaufenden Vorgartenstraße entstanden auf einem Areal von 15.400 m² bis 2013 Büros, ein Hotel und ein Wohnturm.

## Bevölkerung und Sozialwesen
Bevölkerungsentwicklung
Quelle: Statistik.at

### Bevölkerungsentwicklung
Der Bezirk Leopoldstadt hatte im Jahr 1869 68.442 Einwohner. Durch die Erschließung neuer Wohngebiete konnte die Einwohnerzahl bis 1910 auf 162.442 Menschen mehr als verdoppelt werden und der Bezirk war um 1890 vorübergehend der bevölkerungsgrößte Wiens, lediglich Ottakring zählte ab 1900 mehr Einwohner, ab 1934 auch Favoriten. Nach dem Zusammenbruch Österreich-Ungarns nahm die Einwohnerzahl um etwa 11 % ab und sank danach kontinuierlich weiter. In den 1930er und 1940er Jahren kam es vor allem durch die Vertreibung und Ermordung der jüdischen Bevölkerung zu einem hohen Bevölkerungsverlust, da die Juden in der Leopoldstadt den höchsten Bevölkerungsanteil in einem Wiener Gemeindebezirk erreichten. Nach dem Zweiten Weltkrieg sank die Bevölkerungszahl im Bezirk weiter, jedoch weniger stark als in anderen Innenstadtbezirken. Ab den 1990er Jahren verlangsamte sich der jährliche Bevölkerungsverlust. Seit 2001 begann die Einwohnerzahl im wienweiten Trend wieder leicht zu steigen und betrug Anfang 2015 101.505.

### Bevölkerungsstruktur
Die Altersstruktur der Leopoldstädter Bevölkerung wich 2011 kaum oder nur wenig vom Wiener Durchschnitt ab. Die Zahl der Kinder unter 15 Jahren lag mit 14,8 %, leicht über dem Wiener Durchschnitt von 14,4 %. Der Anteil der Bevölkerung zwischen 15 und 64 Jahren nahm 61,6 % (Wien: 64,1 %) ein. Der Anteil der Bevölkerung im Alter von 65 oder mehr Jahren war mit 15,5 % unter dem Wiener Wert von 16,9 %. Die Geschlechterverteilung lag im Bezirksgebiet bei 48,7 % Männern und 51,3 % Frauen, die Anzahl der verheirateten Leopoldstädter war 2001 mit einem Anteil von 39,2 % gegenüber 41,2 % unter dem Durchschnitt Wiens.

### Herkunft und Sprache
Der Anteil der ausländischen Bezirkseinwohner lag 2014 bei 29,7 (Wien: 24,2 %), und weist gegenüber 2001 (24,7 %) wie im gesamten Bundesland eine steigende Tendenz auf. Den höchsten Anteil der Ausländer stellten 2014 mit 5,0 % Anteil an der Bezirksbevölkerung Staatsbürger aus Serbien. Weitere 2,8 % waren deutsche, 2,7 % türkische, 2,2 % polnische, 1,5 % rumänische und 1,1 % bosnische Staatsbürger. Insgesamt waren 2014 41,9 % der Leopoldstädter Bevölkerung nicht in Österreich gebürtig.

### Religion
Das Religionsbekenntnis der Bevölkerung im Bezirk Leopoldstadt wich bei der Volkszählung 2001 insbesondere durch den höheren Einwandereranteil stark vom Durchschnitt Wiens ab, religiöse Minderheiten wie Juden und Muslime sind stärker vertreten. 2001 gaben nur 42,3 % der Bewohner an, der römisch-katholischen Kirche anzugehören (Wien: 49,2 %).
Auf dem Gebiet des Gemeindebezirks liegen neun römisch-katholische Pfarren, wovon sieben zum Stadtdekanat 2/20 und zwei zum Stadtdekanat 3 gehören. 9,4 % der Bewohner waren islamischen Glaubens, 8,7 % gehörten der Orthodoxen Kirche an und 4,7 % waren evangelisch.
Die Leopoldstadt, der Bezirk, der vor der Vertreibung der Juden bis 1938 Zentrum des jüdischen Lebens in Wien war, war auch bei der letzten Zählung der Bezirk mit dem zweithöchsten Anteil von Menschen jüdischen Glaubens. Mit hierbei gezählten 3,1 %, was weniger als 3.000 Personen entspricht, ist der Anteil jedoch deutlich geringer als einst – 1923 machte die jüdische Gemeinde 38,5 Prozent der Bevölkerung der Leopoldstadt aus.
24,1 % der Bezirksbevölkerung gehörten keiner Religionsgemeinschaft an, 8,8 % gaben kein oder ein anderes Religionsbekenntnis an.

#### Religionsgebäude in der Leopoldstadt

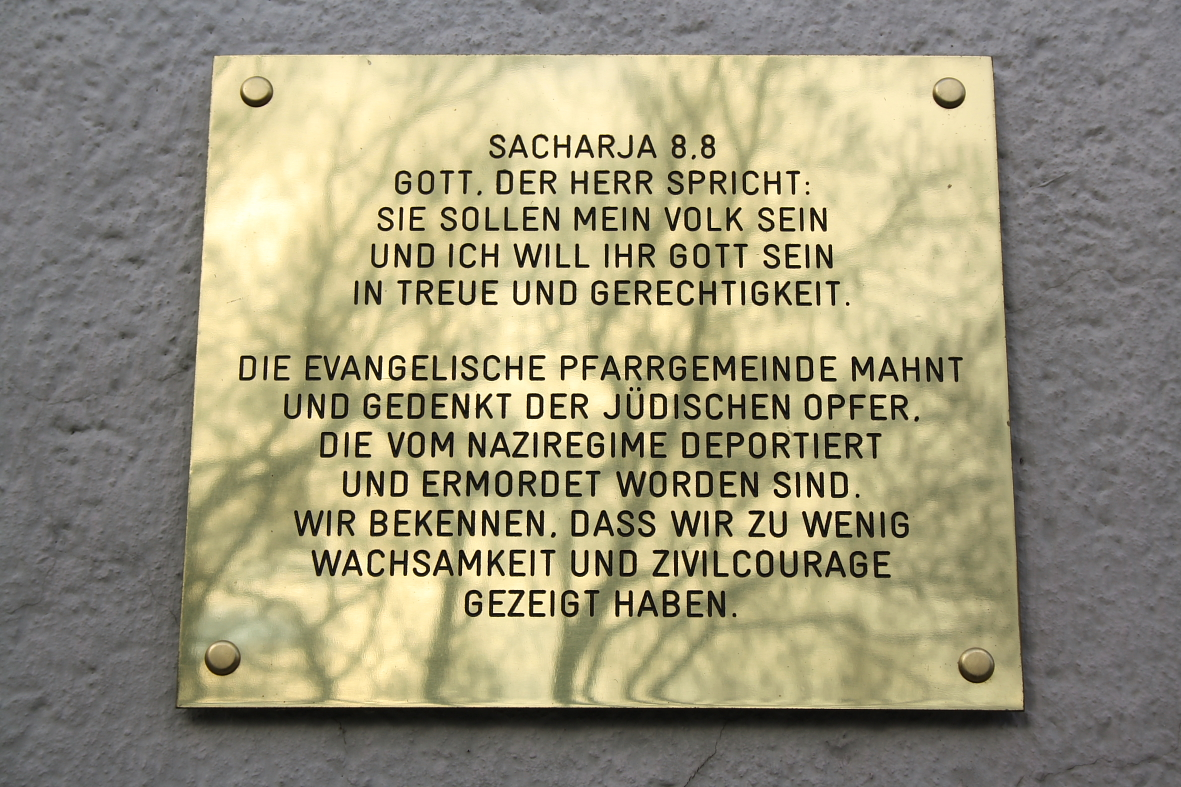
Die Mahn- und Gedenktafel am Portal der Verklärungskirche

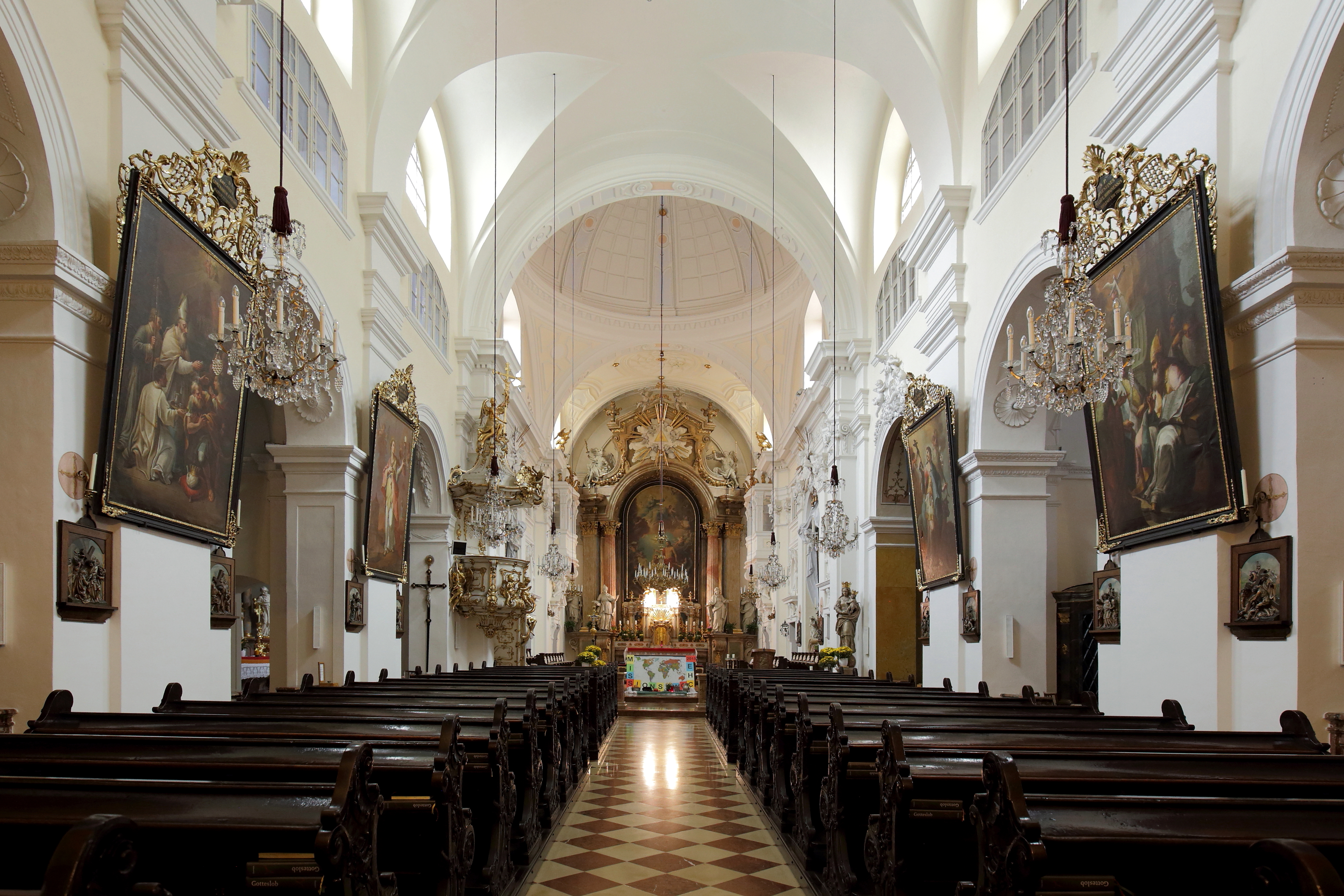
Klosterkirche der Barmherzigen Brüder

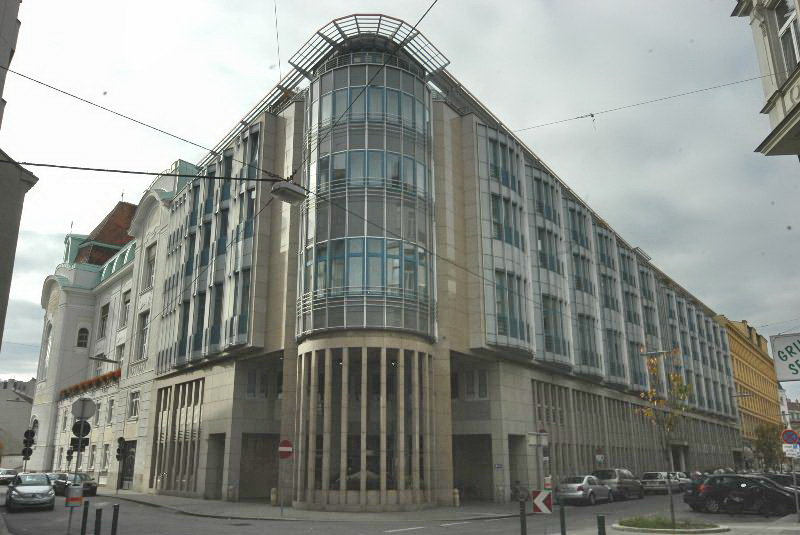
Krankenhaus der Barmherzigen Brüder

- Evangelische Verklärungskirche A.B. Am Tabor
- Franz-von-Assisi- oder Jubiläumskirche
- Friedensstupa an der Donau gegenüber Hafenzufahrtsstraße 469, auf Stadtplänen als Buddhistische Friedens-Pagode verzeichnet
- Johannes-Nepomuk-Kapelle (Am Tabor)
- Johann-Nepomuk-Kirche
- Karmeliterkirche
- Klosterkirche der Barmherzigen Brüder
- Leopoldskirche, bis 1670 Standort der Neuen Synagoge
- Leopoldstädter Tempel (1938 größtenteils zerstört)
- Maria Grün (und Kapelle nebenan)
- Gemeindehaus der Mormonen
- Muttergotteskirche im Augarten
- Pfarrkirche Machstraße
- Pfarrkirche Am Schüttel
- Pfarrkirche am Tabor
- Polnische Schul (1938 zerstört)
- Schanzelkapelle
- Schiffschul (1938 zerstört, 1955 in anderem Gebäude wieder errichtet)
- Serbisch-orthodoxe Kirche zur Auferstehung Christi
- Türkischer Tempel (1938 zerstört)

### Gesundheit
Neben zahlreichen im Bezirk niedergelassenen Ärzten der verschiedensten Fachrichtungen besteht in der Leopoldstadt seit dem 17. Jahrhundert das Krankenhaus der Barmherzigen Brüder, in dem traditionsgemäß jedermann ohne Ansehen der Person oder der Krankenversicherung behandelt wird (Dr.-Karl-Renner-Preis 1960). Das Spital genießt einen sehr guten Ruf.
Das ehemalige Leopoldstädter Kinderspital wurde in ein Lehrlingsheim umgebaut und dient seit 1986 als Martha-Frühwirt-Zentrum für Medizinische Selbsthilfegruppen diesen als Sitz. Namensgeberin war Martha Frühwirt, die 1979 den Landesverein Wien der Frauenselbsthilfe nach Krebs gründete.

## Politik
Jahrzehntelang dominierte die SPÖ den Bezirk Leopoldstadt. Nach dem Zweiten Weltkrieg war der Sozialversicherungsmanager und SPÖ-Klubobmann im Parlament, Robert Uhlir, von 1948 bis 1970 Bezirksobmann der SPÖ Leopoldstadt. Sein langjähriger Stellvertreter war der Wiener Baustadtrat Kurt Heller. Auch die SPÖ-Bildungssprecherin der 1960er Jahre, Stella Klein-Löw, gehörte dem Vorstand der SPÖ Leopoldstadt an. In den 1990er Jahren war Brigitte Ederer die bekannteste Politikerin der Leopoldstadt.
Bis in die 1990er Jahre lag der SPÖ-Stimmenanteil um die absolute Mehrheit. Durch den rasanten Aufstieg der FPÖ in den 1990er Jahren verlor die SPÖ aber massiv Stimmen an das rechte Spektrum. 1996 erreichte die FPÖ mit 29,51 % ihren Spitzenwert, die SPÖ rutschte gleichzeitig unter die 40-%-Marke. Die in der Leopoldstadt traditionell schwache ÖVP erreichte gar nur noch 13,54 % der Stimmen.
Bei den Bezirksvertretungswahlen 2001 kehrte sich der Trend um. Die SPÖ profitierte von den schweren Verlusten der FPÖ und erreichte 46,66 %, die FPÖ verlor beinahe 10 % und kam auf 19,81 %. Während die ÖVP mit 13,90 % kaum zulegen konnte, überflügelten die Grünen erstmals die ÖVP im Bezirk und kamen auf 15,51 %. Die Grünen profitierten dabei auch vom Niedergang des LIF, das nur noch ein Mandat erreichte.
Bei der Bezirksvertretungswahl 2005 schafften die Grünen schließlich den Sprung auf Platz 2 und stellen erstmals den Bezirksvorsteher-Stellvertreter. Die FPÖ verlor stark, das LIF verlor sein Mandat. Dafür konnte die KPÖ mit einem Mandat in die Bezirksvertretung einziehen, was ihr auch im Nachbarbezirk Landstraße gelang.
Bei der Bezirksvertretungswahl 2010 musste die SPÖ massive Verluste von 6,2 % hinnehmen und erreichte mit 42,3 % ihr bisher zweitschlechtestes Ergebnis. Die FPÖ konnte gleichzeitig 7,6 % zulegen und überholte mit 21,0 % und einem Vorsprung von nur 36 Stimmen die Grünen, die damit den Anspruch auf den Bezirksvorsteher-Stellvertreter wieder an die FPÖ abgeben musste. Die Grünen hatten bei einem Plus von 1,2 % einen Stimmenanteil von 20,8 % erreicht, die ÖVP fiel mit einem Minus von 3,6 % auf 11,1 % und damit ihr bisher schlechtestes Ergebnis. Die KPÖ konnte um 0,6 % zulegen und erreichte mit 2,5 % wie bereits 2005 ein Mandat.
2013 wechselte Bezirksvorsteher Gerhard Kubik in den Gemeinderat, Bezirksvorsteher bis 2016 wurde am 9. April 2013 der bisherige Gemeinderat Karlheinz Hora.
Bei der Bezirksvertretungswahl 2015 ergab sich für die Grünen auf dem zweiten Platz ein Vorsprung von 21 Stimmen vor der FPÖ. Nach § 61b der Wiener Stadtverfassung steht der Posten des stellvertretenden Bezirksvorstehers der zweitstärksten Partei zu. Der Verfassungsgerichtshof empfand am 13. Juni 2016 den Abstand von 21 Stimmen bei Berücksichtigung möglicher Unregelmäßigkeiten für zu klein und ordnete im 2. Bezirk die Wahlwiederholung an. Diese fand am 18. September 2016 statt und beendete mit den Grünen und ihrer Spitzenkandidatin Ursula Lichtenegger auf Rang eins (35 %) die seit 1945 gewohnte politische Vorherrschaft der SPÖ Leopoldstadt (nunmehr 28 %). Grund für den überraschenden Sieg der Grünen war die stark gesunkene Wahlbeteiligung bei gleichzeitig guter Mobilisierung der Grün-Wähler.
Bei der Bezirksvertretungswahl 2020 konnte sich wiederum die SPÖ mit 35 % durchsetzen und den Posten des Bezirksvorstehers zurückholen. Zweitstärkste Partei wurden die Grünen, der Absturz der FPÖ ereignete sich auch auf Bezirksebene, wo sie mehr als 17 % verlor und auf 5 % reduziert wurde. Die ÖVP konnte sich hingegen von 6 % auf mehr als 12 % mehr als verdoppeln.
| ← 2020Bezirksvertretungswahl in Wien Leopoldstadt (2.) 2025 %403020100 33,93 (−1,45)29,57 (−0,99)6,45 (−5,99)8,98 (+2,35)12,73 (+7,70)6,39 (+1,94)0,71 (−1,56)0,18 (−3,02) SPÖGRÜNEÖVPNEOSFPÖKPÖfHCSonst.20202025Anmerkungen:f 2020 als LINKS kandidiert |

Nach dem Bezirksvorsteher von 1977 bis 1984, Rudolf Bednar (1920 bis 2003), wurde im neuen Nordbahnviertel der Rudolf-Bednar-Park benannt.
Nach dem Bezirksvorsteher von 2013 bis 2016, Karlheinz Hora (1957 bis 2017), wurde der Karlheinz-Hora-Hof am Handelskai 214A benannt.

### Bezirkspartnerschaften
- Im Jahre 2007 sind der Wiener Gemeindebezirk Leopoldstadt und der New Yorker Stadtbezirk Brooklyn eine Bezirkspartnerschaft eingegangen.[50]

## Persönlichkeiten

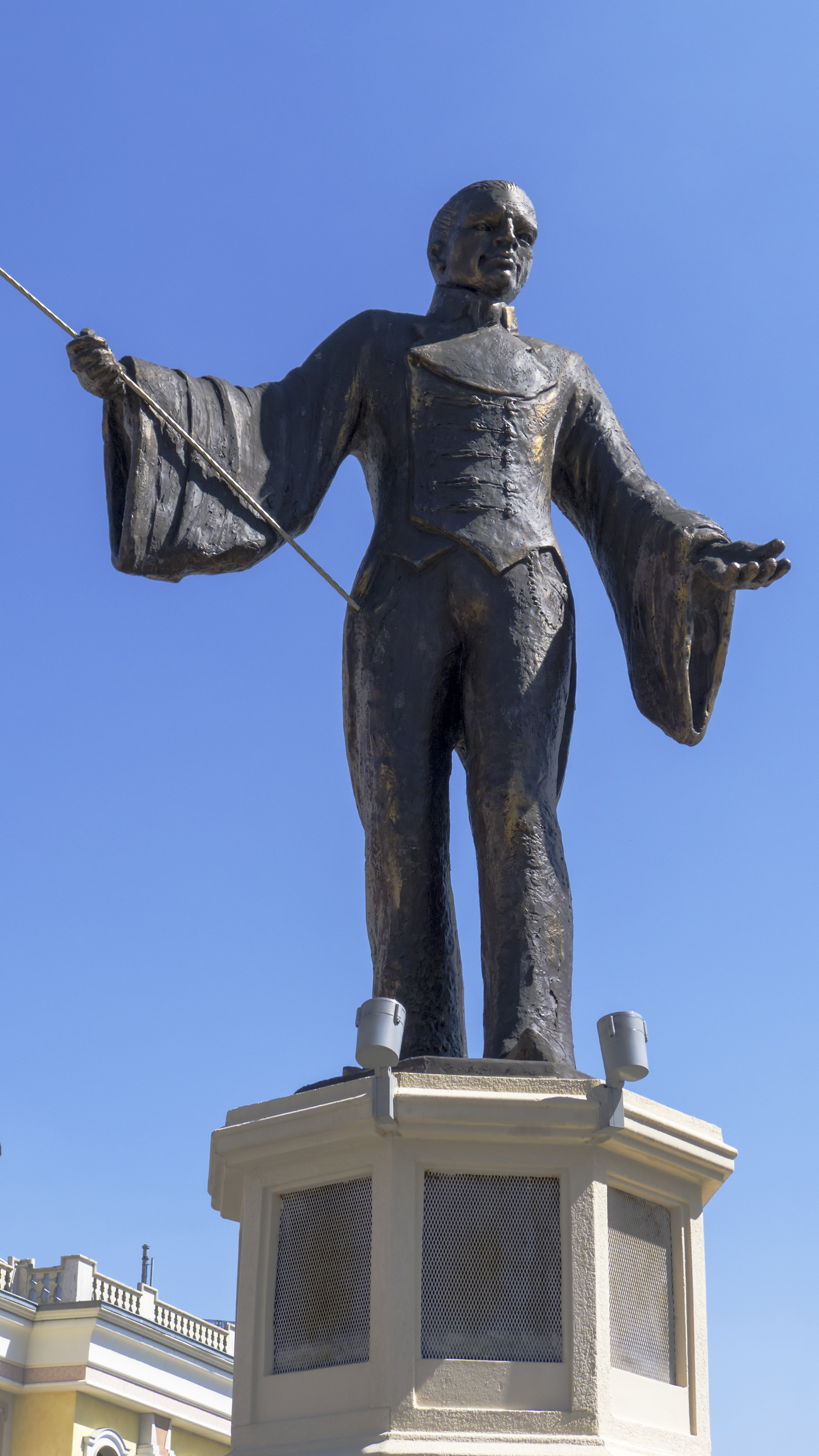
Statue des Basilio Calafati auf dem Riesenradplatz

- Mélanie Berger-Volle (* 1921), Schneiderin und Widerstandskämpferin
- Marietta Blau (1894–1970), Physikerin
- Basilio Calafati (1800–1878), Zauberkünstler und Schausteller
- Elias Canetti (1905–1994), Schriftsteller
- Otto Erich Deutsch (1883–1967), Musikwissenschaftler
- Carl Djerassi (1923–2015), Chemiker und Schriftsteller
- Brigitte Ederer (* 1956), Politikerin
- Bernd Fasching (1955–2021), Maler und Bildhauer
- Viktor Frankl (1905–1997), Neurologe und Psychiater
- Sigmund Freud (1856–1939), Arzt und Psychologe
- Karl Goldmark (1830–1915), Komponist und Geiger
- Rudolf Hausleithner (1840–1918), Maler
- Theodor Herzl (1860–1904), Journalist
- Ludwig Hirsch (1946–2011), Liedermacher und Schauspieler
- Clara Kohn-Liebmann (1896–1994), österreichisch-chilenische Internistin und Herzspezialistin
- Fritz Kreisler (1875–1962), Komponist und Geiger
- Lise Meitner (1878–1968), Physikerin
- Robert Menasse (* 1954), Schriftsteller
- Erika Morini (1905–1995), Violinistin
- Richard Neutra (1892–1970), Architekt
- Johann Nestroy (1801–1862), Schauspieler und Dramatiker
- Alfred Polgar (1873–1955), Schriftsteller
- Arthur Schnitzler (1862–1931), Schriftsteller
- Arnold Schönberg (1874–1951), Komponist
- Jura Soyfer (1912–1939), Schriftsteller
- Max Steiner (1888–1971), Komponist
- Johann Strauss (Sohn) (1825–1899), Komponist
- Johann Strauss (Vater) (1804–1849), Komponist
- Billy Wilder (1906–2002), Regisseur und Drehbuchautor
- Alexander von Zemlinsky (1871–1942), Komponist

## Filme
- Meine Leopoldstadt; Dokumentation von Chico Klein, Österreich 2015[51]